# Абрек (клипер)
«Абрек» (рус. дореф. Абрекъ) — деревянный парусно-винтовой клипер 5-пушечного ранга Балтийского флота и Сибирской военной флотилии Российского императорского флота, относился ко второй серии российских клиперов, так называемой «зарубежной постройки». Основное назначение — крейсерские операции на коммуникациях противника в условиях Мирового океана совместно с фрегатами, корветами и клиперами. К второстепенным задачам относились — охрана внутренних вод, описные и гидрографические экспедиции.
«Абрек» служил на Балтике и Дальнем Востоке России. Участвовал в двух Экспедициях русского флота к берегам Северной Америки 1863—1864 и 1876—1877 годов, принял участие в исследовании Тихого океана и с 1886 года нёс службу по охране котиковых и рыбных промыслов базируясь на Владивосток. По сложившийся традиции телесные наказания на «Абреке» не применялись.

## Предыстория
В 1857 году в Морском ведомстве Российской империи была принята новая судостроительная программа. По этой программе предусматривалось строительство и трёх клиперов по проекту клиперов типа «Разбойник» (так называемая 1-я серия, постройки 1856—1857 годов). Проект клиперов 1-й серии был создан в МТК под руководством члена Пароходного комитета капитана 2-го ранга И. А. Шестакова. Непосредственно чертежи были выполнены  судостроителем Санкт-Петербургского порта А. А. Иващенко и конструктором ККИ подпоручиком Н. П. Козловым. Общее техническое руководство при исполнении проекта было поручено А. А. Попову. Проект клиперов 2-й серии, по которому строился клипер «Абрек», был доработан самим Н. П. Козловым и инженером ККИ Чернявским. Всего было построено четыре серии клиперов: в 1855—1857 годах шесть клиперов типа «Разбойник»; в 1859—1862 годах три типа «Гайдамак»; в 1860—1863 годах четыре типа «Алмаз»; в 1875—1880 годах восемь типа «Крейсер».
Для выбора места постройки клиперов в Великое княжество Финляндское были откомандированы капитан 2-го ранга П. В. Фалк и корабельный инженер ККИ капитан К. Н. Арцеулов. После инспекции верфей в Або, Улеаборге и Бьёрнеборге, они выбрали частную верфь Bjorneborgs Mekaniska Verkstad Rosenlev W & Со, расположенную в Бьёрнеборге на восточном берегу Ботнического залива близ устья реки Кумо. Но контр-адмирал И. И. Шанц, по различным причинам, выбрал другую бьёнеборгскую верфь — Reposaari Shipbuilding Co. Два клипера были предзаказаны им к постройке в середине 1858 года. 30 октября 1858 года был подписан окончательный контракт на строительство двух корпусов между директором верфи Кирстрёмом и представителем Морского ведомства Российской империи капитаном 2-го ранга П. В. Фалком. Цена каждого корпуса, согласно контракту, составляла 165 000 рублей. Корабелы обязывались выстроить два корпуса с мачтами, отделкою и гребными судами. 8 ноября 1858 года с «Высочайшего повеления» вышел приказ № 95, по которому строящиеся два винтовых клипера получили названия «Абрек» и «Всадник» и были причислены к 28-му ФЭ.
Начавшиеся в 1857—1858 годах в Цинской империи события, связанные с подписанием Тяньцзиньских трактатов, послужили поводом к созданию постоянно действующего на ротационной основе боевого отряда балтийских судов в Китайском море (первая независимая эскадра Тихого океана). Общее командование осуществил инициатор создания данного боевого отряда — член Морского учёного и кораблестроительного технического комитета капитан 1-го ранга И. Ф. Лихачёв. К отряду были причислены корабли 1-го Амурского отряда капитана 1-го ранга Д. И. Кузнецова («Воевода» (капитан-лейтенант Ф. Я. Брюммер, «Новик» (капитан-лейтенант Ф. Г. Стааль), «Боярин» (капитан 2-го ранга А. П. Гревенс), «Пластун» (капитан-лейтенант Мацкевич), «Джигит» (капитан-лейтенант барон Г. Г. Майдель), «Стрелок» (капитан-лейтенант И. И. Федорович)), а для его усиления и смены некоторых кораблей был назначен 2-й Амурский отряд в составе: корвет «Посадник» (флигель-адъютант Н. А. Бирилёв), фрегат «Светлана» (капитан 2-го ранга Н. М. Чихачёв, капитан 2-го ранга И. И. Бутаков), клипер «Наездник» (капитан-лейтенант Н. А. Ратьков), клипер «Разбойник» (капитан-лейтенант П. А. Селиванов). Также, почти сразу же, вторым эшелоном были назначены ещё корабли для пополнения отряда: корвет «Калевала» (флагман), клипера «Абрек» и «Гайдамак», винтовая лодка «Морж». Корабли должны были отправиться после их достройки. Также в рамках усиления военно-морской составляющей на Дальнем Востоке России в 1857—1859 годах были заказаны: корвет «Баян», транспорт «Японец», пароход «Камчатка», клипер «Гайдамак», канонерская лодка «Морж», транспорт «Манджур» и 5-пушечный пароход «Амур». Эти корабли строились на верфях Франции, САСШ, Англии и Финляндии.

## Строительство и испытания
Работы по строительству начались в Бьернеборге в мае 1859 года. Корпус клипера «Абрек» официально заложен на верфи Reposaari Shipbuilding Co. 22 июля 1859 года, одновременно с корпусом клипера «Всадник». Наблюдающим за постройкой обоих клиперов являлся ККИ капитан Н. А. Арцеулов. 27 июля 1859 года приказом № 254 командиром клипера «Абрек» был назначен капитан-лейтенант Мусин-Пушкин. 18 января 1860 года приказом № 280 командиром клипера назначен бывший командир шхуны «Компас» капитан-лейтенант К. П. Пилкин из 25-го ФЭ. 28 марта 1860 года приказом № 38 старшим офицером назначен лейтенант Шульц 3-й. 12 апреля этого же года приказом № 48 клипер переведён в 11-й ФЭ. Клипер спущен на воду 26 мая 1860 года и после отделки переведён в Кронштадт. К этому моменту стоимость строительства корпуса составила 198 766 рублей 97 копеек.
В Кронштадте на клипер были смонтированы главные и вспомогательные механизмы, установлен такелаж и в доке доведена и обшита медью подводная часть корпуса. Установкой машины занимались под наблюдением английских инженеров Приббса и Виллерса. Доводкой корпуса занимался С. О. Бурачёк по своей теории движения тел в жидкости. К сентябрю 1860 года клипер был, в основном, готов. После завершения первого этапа испытаний и установки артиллерийского вооружения, клипер «Абрек» осенью 1860 года зачислен в состав Балтийского флота Российской империи. Команда набиралась из 11-го Флотского экипажа. На тот момент стоимость клипера с вооружением, главными и вспомогательными механизмами составила более 305 000 рублей. Так как временные сроки, в связи со срочной отправкой отряда к устью Амура, были сжаты, то было принято решение сделать окончательную доводку клипера в Грейвзенде на предприятиях Гомфрейя, а переход в Англию совместить с ходовыми и артиллерийскими испытаниями. Для этого была назначена комиссия в составе ККИ капитана А. А. Иващенко, КМА подполковника Ф. В. Пестича и КМА полковника Плесцова. 15 октября «Абрек» предварительно испытали на мерной миле у Толбухина маяка на обычном угле и командных кочегарах. При этом Английская паровая машина работала «прекрасно» и показала 1109 индикаторных сил. После этого «Абрек» вернулся в Кронштадт. По завершении испытаний клипер был «принят в казну».
На ходовых испытаниях капитан-лейтенант К. П. Пилкин отметил:

При свежих попутных ветрах, ход клипера не превышал обыкновенно 8½ узла, изредка доходил до 10½ узлов и один только раз показал 11 узлов. А потому, ясно, что при тихих ветрах парусность недостаточна.— Обзор заграничных плаваний. Том II, стр. 516
В Кронштадте на «Абрек» было погружено снабжение, оно проходило согласно Положению от 19 мая 1858 года. Уголь поставили «Торговый дом Дружинин и сын, Фаукус и Пирс». Мясо привезли купец Блинов, купец Синебрюхов и крестьянин Телепекин (мясо маринованное особым способом могло храниться в бочках до двух лет). Мыло от заводчика Штейнера. Капусту, зелень, а также табак поставил купец Муратов. «Языков и Ко» — масло. Муку и сухари приготовил купец Деннерберг. По завершении погрузки клипер «Абрек» покинул Кронштадтский порт в 13 часов 30 минут 18 октября 1860 года имея на борту 15 офицеров, 15 унтер-офицеров и 115 нижних чинов. Второй эшелон 2-го Амурского отряда уходил на Дальний Восток раздельно. Клипер «Гайдамак» под командованием капитан-лейтенанта А. А. Пещурова, канонерская лодка «Морж» под командованием капитан-лейтенанта А. Е. Кроуна. Совместно вышли «Абрек» под командованием капитан-лейтенанта К. П. Пилкина и корвет «Калевала» под командованием капитан-лейтенанта В. Ф. Давыдова.
- капитан-лейтенант Константин Пилкин (командир)
- лейтенант Василий Попов (старший офицер)
- лейтенант Теше (ревизор)
- мичман Сергей Тыртов (начальник 1-й вахты)
- мичман Илья Зеленой (начальник 2-й вахты)
- мичман Николай Повалишин (начальник 3-й вахты)
- мичман Фёдор Авелан (начальник 4-й вахты)
- корпуса флотских штурманов прапорщик Василий Салтанов (старший штурман)
- корпуса флотских штурманов кондуктор Владимир Дуркин 1-й (штурманский офицер)
- корпуса инженер-механиков флота прапорщик Стронский (механик)
- гардемарин Константин Самсыгин
- гардемарин Василий Бошняк
- гардемарин И. Извесков
- гардемарин Вячеслав Гембачев
- юнкер флота В. Цветков
- младший врач Фромгольд Гольбек (судовой врач)

19 октября вблизи Оденсгольма было замечено задымление угля в угольных ящиках примыкающих к паровому кожуху. Это послужило принятию распоряжения об отодвигании угольных мест от кожухов. 20 октября так как тяга уменьшилась, пришлось чистить трубы в море. 21 октября, при входе на Кильский рейд, «Абрек» сел на отмель у Фридрихсортского маяка. Он был снят корветом «Калевала». На следующий день в 11 часов утра «Абрек» стал на якорь на рейде. Тут находился фрегат «Олег» под флагом флигель-адъютанта А. А. Попова. В этот же день флигель-адъютант А. А. Попов, капитан 2-го ранга Н. Н. Андреев (командир фрегата «Олег») и капитан-лейтенант К. П. Пилкин нанесли визит герцогу Шлезвиг-Гольштинскому. 27 октября «Абрек» и «Калевала» вышли в море и днём прошли Большой Бельт. 29 октября, миновав Скаген, корабли провели гонку «под парами» на скорость. В этом состязании выиграл «Абрек», показав скорость большую на пол узла.
2 ноября «Абрек» зашёл на рейд Грейвзенда. На следующий день он был введён в док завода Питчера, где строился «Гайдамак». После осмотра, комиссия не выявила повреждений у «Абрека» и комиссия отправилась на строящийся клипер «Гайдамак» для его испытаний и изучения организации постройки клиперов на английских верфях. В Грейвзенде на клипер положили пояс по ватерлинии из английской обшивной меди; угольные ящики были отнесены от парового кожуха на 1½ фута и к ним смонтированы две вентиляторные трубы; взяты в запас 20 дымогарных трубок; шарнеры дымогарных трубок были подняты 1 фут, а паровые трубы были укорочены на 3 фута, что позволило опускать дымовую трубу быстрее, так как она уже не задевала грот-мачту и грот-стеньгу; в машинном отделении были установлены 7 новых пиллерсов; изготовлен дополнительный эзельгофт; погоны для перемещения пушек по палубе были заново закреплены с увеличением количества крепящих их винтов; гребной винт был заменён на новый разборный гребной винт системы инженера Модслея; на борта были смонтированы шесть железных стоек для закрепления тента над кормовой частью клипера; ряд других мелких работ. Это обошлось казне в 573 фунта стерлингов. Когда комиссия сравнила клипера «Абрек» и «Гайдамак», пришла к выводу, что финская постройка тщательнее английской.
По завершении работ «Абрек» отправился во Францию, так как предстояло взять снабжение для продолжительного перехода, а в Бресте цены были значительно ниже, чем в английских портах. При проводке клипера из Англии во Францию, английский лоцман был изумлён отличным поведением корабля на курсе, имея 11-узловой ход. 9 декабря клипер пришёл в Брест и английский лоцман покинул «Абрек». Здесь на жилой палубе были положены решётчатые люки между бортом и чемоданными местами, что позволило увеличить количество спальных мест для команды. 16 декабря клипер был готов к выходу в море, но шторм задержал его до 20 декабря.

### Оценка
В 1871 году генерал-адмирал выдал задание в Морской технический комитет (МТК) «проектировать чертежи винтового неброненосного клипера для океанского крейсерства, придерживаясь типа клиперов „Абрек“ и „Всадник“».
В отчётах по Морскому ведомству отмечалось: «Оба эти клипера („Абрек“ и „Всадник“) обнаружили во время дальних плаваний такие прекрасные мореходные качества, что тип их даже принят в настоящее время за образец при постройке нынешних клиперов».
Вице-адмирал С. О. Макаров так отзывался о клипере: «… бравый клипер „Абрек“ под командою капитана II ранга Пилкина был самым лихим судном самого лихого периода нашей Тихоокеанской эскадры».

## Конструкция

### Корпус
Корпус клипера был набран из дуба с частью сосны, наиболее важные части набора специально просаливались, дабы избежать гниения древесины. Красной медью обшивалась подводная часть корпуса. Пояс в районе ватерлинии был обшит английской медью. Номинальное водоизмещение составляло 895 тонн, стандартное 1069,4 тонн (37062 куб. фута); полное водоизмещение после достройки составило 1585 тонн. Длина между перпендикулярами 61,26 метра (201 фут), длина по грузовой ватерлинии 58,32 метра (191,34 фута), длина грузовой ватерлинии по обводу 120,27 метра (394,34 фута). Ширина с обшивкой на миделе 9,47 метра (31 фут 1 дюйм) или без обшивки — 9,09 метра (29 футов 10 дюймов). Осадка носом (форштевнем) 3,71 метра (12 футов 2 дюйма), кормой (ахтерштевнем) 4,01 метра (13 футов 2 дюйма). Высота трюма от верхней кромки киля составляла 11,9 фута (3,62 м). Площадь мидель-шпангоута с обшивкой 26,18 м² (281,4 кв. фута), площадь подводной поверхности 732 м² (7869 кв. футов).
На верхней палубе размещались: в носовой части находился короткий полубак, сразу за полубаком располагался световой люк на жилую палубу, по левому и правому борту от люка были установлены стопора для цепного каната, камбузный световой люк с медной камбузной трубой и дефлектором для вентиляции кубрика, по-бортно от люка находились якорные битенги, а напротив люка, вплотную к левому и правому бортам — располагались два птичника. Далее находилась фок-мачта, за ней находился световой люк парусной каюты, далее размещался шпиль со второй парой стопоров, в районе шпиля по-бортно было установлено два медных единорога (портики этих орудий ставень не имели). Затем находился фор-люк с трапом в командное помещение, здесь же были установлены два медных вентиляционных дефлектора в кочегарное отделение. Далее в корму, находился камбузный световой люк. Между камбузным люком и кожухом дымовой трубы располагались ростры под паровой катер, вельбот и запасной рангоут. Тут же было установлено 60-фунтовое орудие главного калибра (ГК) на поворотной платформе с рельсовой системой, портики орудия закрывались ставнями. Далее — постамент для дымовой трубы, которая была высокая и в отличие от трубы «Всадника», имела меньший диаметр и явно выраженный наклон в сторону кормы. По обеим сторонам от дымовой трубы располагались люки для погрузки угля и дефлекторы угольных ям. За дефлекторами было установлено второе 60-фунтовое орудие ГК на поворотной платформе с рельсовой системой. Далее — грот-мачта. Здесь были устроены два сходных люка в кочегарное отделение, между сходными люками находился медный вентиляционный дефлектор машинного отделения, за ним располагался большой люк машинного отделения. Кормовое 60-фунтовое орудие ГК на поворотной платформе с рельсовой системой устанавливалось за большим люком. Далее — сходной люк в офицерские каюты и световой люк в кают-компанию. За ним была установлена лёгкая штурманская рубка с нактоузом и мостик для вахтенного начальника. Рядом с мостиком были установлены два медных единорога по-бортно, а сразу за мостиком была бизань-мачта, за которой находился световой люк в капитанскую каюту, штурвал и нактоуз. В кормовой части находился колодец гребного винта, по-бортно от колодца были сооружены лёгкие выгородки с офицерскими ватерклозетами. Коечные сетки размещались вдоль борта, от миделя слегка выступая за борт и примыкая к борту в носовой части. В местах орудийных портов коечные сетки разрывались с закруглением. Портики с бортовыми кнехтами закрывались ставнями.

#### Окраска
Клипер в течение всей службы имел традиционную для того времени окраску: чёрным цветом были выкрашены корпус выше ватерлинии, шлюпбалки, орудийные порты, ноки рей, стеньги гафелей, а также кожух и верхняя часть дымовой трубы; белым цветом окрашивались коечные сетки, рубки на верхней палубе, шлюпки и рангоут; жёлтой охрой выкрашивался участок трубы между кожухом и чёрной маркой на верхней оконечности трубы. Иногда труба окрашивалась в другие светлые тона клеевой краской (на 8 килограммов краски брали 400 граммов говяжьего сала или 800 граммов серого мыла), которая при высыхании не растрескивалась и не осыпалась. Места которые нагревались при работе машины: котлы, кожухи, трубы, топки, другое оборудование котельного и машинного помещений покрывалось огнеупорными красками, растёртыми на печном или тугоплавком лаке, типа Копал или Даммаровый или других. Не красились (имели естественный вид металла) вентиляционные дефлекторы, металлические дельные вещи и орудийные погоны. Окраска изнутри цистерн и водяных бочек проводилась железным суриком на основе тяжёлых металлических красок, хотя некоторые старшие офицеры не отдавали такого приказа, тогда вода приобретала привкус железа и имела красноватый оттенок. Они мотивировали это тем, что «… но она безвредна для здоровья».
Подводная часть очищалась и окрашивалась с периодичностью раз в полгода, для этого использовался Нассаусский (94 % окиси железа) или Бельгийский (55 % окиси железа) железный сурик. Позже был изобретён и улучшен состав «Ratiens Patent farye» — отечественной краски для подводной окраски кораблей, такими знаменитыми химиками, как Д. П. Коноваловым, Н. В. Соколовым, А. И. Степановым, И. М. Чельцовым.

### Главные механизмы
Главные механизмы мощностью 300 нарицательных л. с. (1109 индикаторных л. с. / 121,40 л. с.) были куплены за 149 474 рублей (20 150 фунтов стерлингов) в 1860 году в Лондоне на заводе Гомфрейса (англ. Humphreys & Tennant Co.). Они состояли из одной горизонтальной паровой машины системы Карлзунда и питающих её четырёх котлов системы Анрепа. Гребной вал имел уклон к форштевню с возвышением кормового конца, по сравнению с передним в 40,64 см (16 дюймов). Дым из топок выводился через одну дымовую трубу имевшую заметный наклон в сторону кормы. Для движения под парусами она укладывалась на палубу. Согласно строительному чертежу, на клиперы «Абрек» и «Всадник» предполагалось установить по две тонкие дымовые трубы, но на обоих кораблях были установлены по одной дымовой трубе. Согласно приказу № 4 от 20 мая 1860 года регулировались правила: ведения «машинного журнала», снабжения материалами, припасами, инструментами, запасными частями и дельными вещами. Обслуживание машины и котлов проводилось по заводским инструкциям.

### Движитель
Основным движителем являлись паруса. Парусное вооружение, выполненное по схеме барка размещалось на трёх мачтах, имеющих небольшой наклон в сторону кормы. На фок- и грот- мачты навешивались по три реи. Рангоутное дерево так же было просолено от гниения. Отличительной чертой от клиперов первой серии (Архангельской постройки) являлось то, что не были устроены крепящие шкентеля от грот-мачты назад, так как этого не позволяло сделать размещение пушек и гребных судов. Бейфуты нижних рей изготовлялись из железа. Парусина изготовлялась на ткацкой фабрике барона Штиглица в Нарве. Нумерация парусины зависела от её плотности — наиболее толстая и грубая нумеровалась от 1 и до 8 — более тонкая. Постановка парусов осуществлялась за 1,5 минуты, ещё 2 минуты требовалось для их закрепления. Для каждого паруса назначались матросы, исходя из площади и его веса: от 5 на брамселе до 14 на гроте.
Согласно штатному расписанию клипера, на 1860 год была следующая схема парусности:
- Бушприт
  - бом-кливер — площадь 44,4 м² (478 кв.ф.), вес 45 кг (2,82 пуда), изготовлен из парусины № 8;
  - кливер — 76,4 м² (822 кв.ф.), вес 80 кг (5,0 пудов), изготовлен из парусины № 7;
  - фор-стень-стаксель — 56,1 м² (604 кв.ф.), вес 89,6 кг (5,6 пуда), изготовлен из парусины № 4;
  - фок-стаксель — 546 кв.ф. (50,7 м²), 6,81 пуда (109 кг), изготовлен из парусины № 2.

- Фок-мачта:
  - фок — 200,1 м² (2154 кв.ф.), вес 356,8 кг (22,3 пуда), изготовлен из парусины № 2;
  - фор-марсель — 159,9 м² (1720 кв.ф.), вес 241,6 кг (15,1 пуда), изготовлен из парусины № 4;
  - фор-брамсель — 107,2 м² (1154 кв.ф.), вес 49,6 кг (3,1 пуда), изготовлен из парусины № 7;
  - фор-трисель — (нет данных)

- Грот-мачта:
  - грот — 217,6 м² (2342 кв.ф.), вес 396,8 кг (24,8 пуда), изготовлен из парусины № 2;
  - грот-марсель — 160,6 м² (1729 кв.ф.), вес 243,2 кг (15,2 пуда), изготовлен из парусины № 4;
  - грот-брамсель — 75,7 м² (815 кв.ф.), вес 49,6 кг (3,1 пуда), изготовлен из парусины № 7;
  - грот-трисель — (нет данных) изготовлен из парусины № 2

- Бизань-мачта («сухая»)
  - бизань — изготовлен из парусины № 4
  - крюйсель — (нет данных)

Между фок- и грот-мачтами могли подниматься два стакселя. Между грот- и бизань-мачтами — один стаксель. В комплект парусов также входили лиселя, штормовые и разрезные паруса. Максимальная скорость под парусами доходила до 11 узлов, а после изменения парусного вооружения до 14 узлов.
Мачты, рангоутное дерево и другие элементы обрабатывались от гнили и сырости рангоутным тиром — сваренной смесью из смолы, гарпиуса, слойкового несолёного сала и некоторых добавок, типа лака, олифы, вываренного льняного или конопляного масла. Такелаж красился такелажным тиром — специальным быстро высыхающим лаком.
Так же движителем являлся один разборный двухлопастной гребной винт фиксированного шага системы инженера Модслея (системы Гомфрейса-Модслея). Хотя первоначально был установлен винт системы Гриффитса, диаметром 3,96 м. Винт был заменён в Гревзенде в ноябре 1860 года. Он устанавливался в специальном колодце, который служил для его подъёма для движения под парусами. Максимальная скорость под парами составляла от 11 до 12 узлов.

### Вспомогательные механизмы
Клюза по пути прохождения якорной цепи были оборудованы стопорами конструкции Легофа (англ. Lehoff's stopper).
Отдельный опреснительный аппарат системы Тонна производства Кронштадтского Пароходного завода в сутки мог вырабатывать 140 вёдер воды. Он не был соединён в единую систему с камбузом и дополнительно расходовал 65,5 кг (4 пуда) угля в час. Его монтажом занимались в Кронштадте. Вентиляция, разработанная ККИ капитаном А. А. Иващенко была смонтирована на верфи в Бьернеборге.

### Вооружение

#### С 1860 года
По начальному плану вооружения на клипер были установлены пять пушек: три гладкоствольные дульнозарядные 60-фунтовые пушки № 1 конструкции Н. А. Баумгарта образца 1855 года, так называемые «бомбические» (5 тонн каждая) главного калибра (ГК) и две дульнозарядные медные 8-фунтовые нарезные орудия (753 кг каждая). Клипер также снабжался боевыми 4,2-дюймовыми зажигательными ракетами конструкции К. И. Константинова и станками с ударными пальниками для их запуска. На год плавания клипер комплектовался сигнальными ракетами: 10 (1-фн), 10 (0,5-фн) и 20 (0,25-фн); и фальшфейерами 100 (2-минутные), 200 (1-минутные) и 300 (30-секундные). В дополнение на борту находились 20 фальшфейеров Робсона и 15 фальшфейеров для спасательных буёв. Все артиллерийские орудия окрашивались, для чего использовалась краска полученная путём добавления сажи в олифу. Канал ствола, зарядное отверстие и другие неокрашиваемые части покрывались жиром (салом), жир наносился после каждых стрельб. Боевой запас назначался по положению мирного времени, либо по положению военного времени. По положению мирного времени, клипер комплектовался для внутренних плаваний, а по положению военного времени, при отправке его в заграничное плавание или в случае наступления военных действий. Также на борту имелся дополнительный запас в 200 или 300 (при назначении флагманом) «уменьшенных» боевых зарядов, которые предназначались для салютов и подачи сигналов. В самостоятельных заграничных плаваниях бралось 1200 дополнительных «уменьшенных» зарядов, а при вхождении клипера в состав отряда или эскадры запас составлял 600 зарядов. По мимо артиллерийского вооружения на борту находилось стрелковое оружие. В его состав входили револьверы и пистолеты (для 40 % от общего числа команды, не считая офицеров) и ружья (для 10 % от числа нижних чинов). Для них брался запас патронов из расчёта: 48 патронов на каждый револьвер; и 40 патронов на гладкоствольное оружие. На борту имелся и запас абордажного холодного оружия: палашей и интрепелей.
Пушки конструкции Н. А. Баумгарта образца 1855 года
Пушки ГК устанавливались на верхней палубе в диаметральной плоскости. По положению мирного времени боезапас пушек ГК составлял 125 снарядов на каждое орудие — ядра (70 шт чугунных + 35 шт из закалённой стали), картечь (5 шт), гранаты (5 шт) и бомбы с медной трубкой системы Шмидта (10 шт), запас пороха имелся на 500 выстрелов. По положению военного времени боезапас пушек ГК составлял 200 снарядов на орудие — ядра (70 шт чугунных + 25 шт из закалённой стали), картечь (25 шт), гранаты (10 шт) и бомбы с медной трубкой системы Шмидта (70 шт.), запас пороха имелся на 800 выстрелов для каждой пушки ГК. Перемещение пушек с борта на борт происходило по специальным погонам (рельсовая система), поэтому огонь мог вестись на оба борта. Погоны у борта, предназначавшиеся для стрельбы назывались боевыми, остальные — переводными. Все погоны врезались в палубный настил, что компенсировало погибь палубы при перемещении пушек. Боевые погоны были цельнолитыми, а переводные собирались из нескольких отлитых частей. Для их отливки использовался медный сплав. Ширина 102 мм (4 дюйма), толщина 12,7 мм (½ дюйма). В боевом положении пушка ГК удерживалась штырём, который проходил через подушку в станке орудия и вставлялся во встроенный в палубу стакан и контрился чекой. В походном положении пушки ГК также закладывались штырями. Во время штормов пушки дополнительно укрепляли талями через ввинченными в палубу рымы и стопорами. В остальное время данные рымы были выкручивались, а на их место ввинчивались специальные медные пробки. Прицельная дальность стрельбы пушек ГК: ядром — 3,5 км; бомбой — 3,1 км. Откат пушек после выстрела компенсировался брюками — толстым канатом, проходящим через винград и заложенным на бортовые рымы. Орудийные портики ГК закрывались ставнями, а в свежую погоду, даже иногда конопатились. Ставни состояли из трёх частей и крепились петлями к борту в нижней части портика.
Согласно положению, введённому в 1822 году, все снаряды окрашивались в разные цвета. В качестве краски использовалось конопляное масло или олифа с добавлением сажи (чёрный), сурика (красный), охры (жёлтый), мела (белый). Снаряды полагалось окрашивать каждые пять лет, а внутренние поверхности окрашивались не чаще одного раза в 10 лет.
- Окраска снарядов для 60-фунтовых пушек:
  - Чёрный цвет — чугунные ядра;
  - Чёрный цвет с двумя широкими белыми полосами крест-накрест через запальное отверстие — снаряжённые бомбы;
  - Красный цвет — ядра из закалённой стали, для отличия их от чугунных;
  - Жёлтый цвет — ядра из закалённого чугуна;
  - Жёлтый цвет — картечные гранаты;
  - Белый цвет — снаряжённые бомбы и гранаты для учебных стрельб, это помогало их отличить от неснаряжённых при их не срабатывании;
  - Чёрный цвет — неснаряжённые бомбы и гранаты.

| Характеристика пушек ГК конструкции Н. А. Баумгарта образца 1855 года | Характеристика пушек ГК конструкции Н. А. Баумгарта образца 1855 года | Характеристика пушек ГК конструкции Н. А. Баумгарта образца 1855 года | Характеристика пушек ГК конструкции Н. А. Баумгарта образца 1855 года | Характеристика пушек ГК конструкции Н. А. Баумгарта образца 1855 года | Характеристика пушек ГК конструкции Н. А. Баумгарта образца 1855 года | Характеристика пушек ГК конструкции Н. А. Баумгарта образца 1855 года | Характеристика пушек ГК конструкции Н. А. Баумгарта образца 1855 года | Характеристика пушек ГК конструкции Н. А. Баумгарта образца 1855 года | Характеристика пушек ГК конструкции Н. А. Баумгарта образца 1855 года |
| Калибр                                                                | Длина канала с полушарным дном, мм                                    | Длина ствола без винграда и торели, мм                                | Длина ствола с торелью и винградом, мм                                | Длина винграда и торели, мм                                           | Длина торели, мм                                                      | Вес ствола, кг                                                        | Перевес казённой части, кг                                            | Угол возвышения                                                       | Расчёт орудия, человек                                                |
| --------------------------------------------------------------------- | --------------------------------------------------------------------- | --------------------------------------------------------------------- | --------------------------------------------------------------------- | --------------------------------------------------------------------- | --------------------------------------------------------------------- | --------------------------------------------------------------------- | --------------------------------------------------------------------- | --------------------------------------------------------------------- | --------------------------------------------------------------------- |
| 7,7 дюйма / 196-мм (195,6-мм)                                         | 2928 (14,9 клб)                                                       | 3129 (15,9 клб)                                                       | 3452 (17,6 клб)                                                       | 368                                                                   | 127                                                                   | 4914                                                                  | 352                                                                   | +12,5°/+20,35° −6,5° на деревянном станке для 60-фн пушек № 1         | 19                                                                    |

Медные 8-фунтовые орудия
Морские медные 8-фунтовые дульнозарядные нарезные орудия представляли собой нарезанный ствол армейской 8-фунтовой пушки образца 1838 года установленный на морской деревянный станок. Они размещались стационарно по-бортно. Их калибр был 106,1-мм (4,18 дюйма), при длине ствола 19,4 калибра. Вес ствола был 753 кг. Запалы были проведены перпендикулярно оси орудия. Стволы данных пушек отливались на Каменском чугунолитейном заводе.
Боезапас состоял из цилиндрических снарядов — чугунных гранат, картечных гранат (шрапнель) и картечи. Снаряды были снабжены двумя рядами цинковых выступов, которые входили в нарезы орудия. По положению мирного времени каждое нарезное орудие комплектовалось 45 гранатами разного типа и 5 картечами. Также имелся дополнительный запас в 5 неснаряжённых гранат или бомб для каждого орудия для проведения учебных стрельб. По положению военного времени комплект состоял из 40 бомб или гранат, 40 ядер из обыкновенного чугуна, 20 ядер из закалённого чугуна, 10 стальных ядер и 15 картечей, всего 125 снарядов на орудие. Запас пороха имелся соответствующим зарядам.
Обыкновенная 8-фунтовая чугунная граната весила 7,99 кг и содержала 0,36 кг взрывчатого вещества. Для выстрела использовался заряд артиллерийского пороха весом 1,23 кг. Начальная скорость выстрела 381 м/с. Эффективная дальность составляла до 3040 метров при угле возвышения 14°. Картечная граната весила 11 кг и летела на дистанцию до 3845 метров, при угле возвышения 16°. Дальность стрельбы картечной гранаты до взрыва определялась запальной трубкой, максимально до 1667 метров. Эффективная предельная дальность картечи 555 метров. Картечь содержала 41 пулю из чугуна диаметром 33,1 мм и весом по 133 грамма.
| Характеристика медных 8-фунтовых орудий | Характеристика медных 8-фунтовых орудий | Характеристика медных 8-фунтовых орудий | Характеристика медных 8-фунтовых орудий | Характеристика медных 8-фунтовых орудий | Характеристика медных 8-фунтовых орудий | Характеристика медных 8-фунтовых орудий | Характеристика медных 8-фунтовых орудий | Характеристика медных 8-фунтовых орудий | Характеристика медных 8-фунтовых орудий |
| Калибр                                  | Длина канала с полушарным дном, мм      | Длина ствола без винграда и торели, мм  | Длина ствола с торелью и винградом, мм  | Длина винграда и торели, мм             | Длина торели, мм                        | Вес ствола, кг                          | Перевес казённой части, кг              | Угол возвышения                         | Расчёт орудия, человек                  |
| --------------------------------------- | --------------------------------------- | --------------------------------------- | --------------------------------------- | --------------------------------------- | --------------------------------------- | --------------------------------------- | --------------------------------------- | --------------------------------------- | --------------------------------------- |
| 4,18 дюйма / 106,1-мм                   | (19,4 клб)                              |                                         |                                         |                                         |                                         | 753                                     |                                         |                                         |                                         |

#### С 1867 года
К середине 1860-х годов в Артиллерийском комитете отказались от содержания 8-фунтовых нарезных пушек, как промежуточного калибра между 4-фунтовыми и 12-фунтовыми и дальнейшее их производство было закрыто. Поэтому и Морском ведомстве начали снимать с вооружения пушки данного калибра. В 1867 году 8-ми фунтовые медные орудия были заменены на четыре 4-фунтовых нарезных орудия образца 1867 года. Они имели калибр 87-мм, при длине ствола 20 клб. Их разместили по две по-бортно. Орудия главного калибра оставили без изменений.

#### С 1870 года
К 1870 году пушки ГК были замены на три 6-дюймовые (152-мм/22 клб) казнозарядные пушки образца 1867 года с клиновым замком. Для стрельбы из них использовались сферические ядра, удлинённые ядра, пустотелые бомбы, гранаты или картечь. Они изготовлялись из чугуна, быстроохлаждённого чугуна (закалённого) и стали (пудлингованной или обезуглероженной). Картечные пули отливались из чугуна или свинца. Снаряды из чугуна использовались для практических (учебных) стрельб и поражения целей не имевших броневой защиты; из быстроохлаждённого чугуна и стали для стрельб по бронированным целям.

#### С 1889 года
К 1889 году клипер был разоружён и находился без штатной артиллерии.

### Команда и обитаемость
За время службы, численность команды клипера не была постоянной, а менялась в зависимости от принятого штатного расписания или в зависимости от поставленных целей. В разные годы команда «Абрека» насчитывала от 140 до 174 человек.
По штатному расписанию от 1860 года, команда клипера состояла из 1 штаб-офицера, 5 обер-офицеров, 11 унтер-офицеров, 1 офицера корпуса флотских штурманов, 2 кондукторов корпуса морской артиллерии, 1 офицера и 2 кондукторов корпуса инженер-механиков флота, 4 гардемаринов и/или юнкеров, 121 рядового, 1 нестроевого офицера, 4 ластовых рабочих, 1 священнослужителя — всего 154 человека. Увеличение численности команды, прежде всего, было связано с переходом на нарезную артиллерию, так как её обслуживание требовало больше людей.
На жилой палубе воздух свободно циркулировал и сохранялся весьма приятным и сухим, так как по распоряжению флигель-адъютанта А. А. Попова часть перегородок, устроенных по первоначальному проекту были демонтированы. Эта же циркуляция воздуха позволяла сохранять палубу более сухой и избегать плесени, что положительно сказывалось на здоровье команды.
Форменную одежду и обувь поставили фабриканты Алексеев, Осипов, Стреляев, Паромонов. По приказу № 5 «Положение о чае» от 17 мая 1860 года, на каждые сто человек команды должен был находится один самовар на два с половиной ведра кипятку, и кружка на каждого человека объёмом в две с половиной чарки.
Личный состав по годам службы
Согласно штатному расписанию и назначениям на соответствующий год.
- На 1861 год — 9 офицеров, 131 нижний чин
- На 1864 год — 16 офицеров, 128 нижних чинов
- На 1865 год — 13 офицеров, 137 нижних чинов
- На 1871 год — 19 офицеров, 154 нижних чина

### Гребные суда
Клипер был снабжён гребными судами. Каждое судно могло ходить под парусами. Они использовались для сообщения с берегом, для хождения на вёслах и под парусами во время обучения морскому делу и т. д. Они были рассчитаны таким образом, что при возникновении аварийных ситуаций, в них мог поместиться весь экипаж. По утверждённой форме в 1859 году их состав был следующим: 2 двенадцативёсельных катера (ставились на ростры), 2 четырнадцативёсельных барказа, 1 восьмивёсельный вельбот (№ 1 командирский), 1 шестивёсельный вельбот (№ 2 рабочий), 2 шестивёсельные гички (ставились на шлюпбалки) и 2 двухвёсельных яла. Все они были изготовлены в Кронштадтской шлюпочной мастерской из древесины дуба, ясеня, бука, сосны, красного гондурасского дерева; крепление производилось оцинкованным железом, медью и никелированным металлом. Они строились по типовым чертежам тех лет (теоретическому и практическому), разработанным в Морском техническом комитете. Для их спуска на воду и подъёма использовались тали на концевых частях «закидывающихся» шлюпбалок. Тали закладывались в особые рымы на дне шлюпок. Спуск или подъём занимал от 3 до 4 минут.
В 1871 году «Абрек» получил железный паровой катер (паровая шлюпка). Он был изготовлен в Або по французским чертежам.

## Служба
- капитан-лейтенант Константин Пилкин (командир)
- лейтенант Василий Попов (старший офицер)
- лейтенант Теше (ревизор)
- мичман Сергей Тыртов (начальник 1-й вахты)
- мичман Фёдор Авелан (начальник 2-й вахты)
- мичман Илья Зеленой (начальник 3-й вахты)
- мичман Николай Повалишин (начальник 4-й вахты)
- корпуса флотских штурманов прапорщик Василий Салтанов (старший штурман)
- корпуса инженер-механиков флота прапорщик Самойлов (механик)
- гардемарин Вячеслав Гембачев (помощник вахтенного начальника)
- младший врач Фромгольд Гольбек (судовой врач)

### Первое плавание на Дальний Восток России
20 декабря «Абрек» покинул Брест. 15 января 1861 года «Абрек» пересёк линию экватора в долготе 29° 35’. К. П. Пилкин записал в донесении: 

«Для развлечения состоящей преимущественно из молодых матросов команды и поддержания бодрого расположения духа переход через экватор, случившийся в воскресение. — отпраздновали с соблюдением той церемонии, подробности которой, дошли к нам по преданию, и это дало немалую пищу общему веселию и удовольствию…».
26 января «Абрек» зашёл на рейд Рио-де-Жанейро. Путь до Рио-де-Жанейро был проделан за 54 дня, средняя скорость на пути составила 10,25 узла. Ещё 10 января, на подходе к Рио, с русленей при ходе в 8,5 узлов упал в воду и утонул матрос Виктор Локшин. В Рио-де-Жанейро был подтянут такелаж и осмотрена машина, а также пополнен запас угля и провизии. 29 января возвращающаяся с берега на гребной лодке группа моряков перевернулась, при этом все оказались в воде. Матрос Добрин найден не был. От Рио-де-Жанейро до мыса Доброй Надежды «Абрек» преодолел Атлантику за 27 дней и 6 часов. 1 марта клипер посетил Саймонстаун.
В ночь с 5 на 6 марта на рейде Саймонстауна клипер испытал сильнейший ураган, и только благодаря расторопности и умению старшего офицера лейтенант В. И. Попов катастрофы удалось избежать. В кромешной темноте были сломаны только бейфуты нижних рей и крепления угольных ящиков, да открылась небольшая течь в колодце гребного винта. За время стоянки все эти неисправности были исправлены, после чего клипер 30 апреля отправился далее. В Индийском океане «Абрек» испытал силу местного океанского циклона. Командир отметил: 

«Качества клипера великолепны, но парусность мала, по сравнению с коммерческими клиперами».
При входе на Анжерский рейд ночью 22 апреля (остров Ява), «Абрек» столкнулся с купеческим судном стоящим на якоре без огней. Во время столкновения были сломаны грота-брас и грота-рея. Ремонт занял два дня. Следующая остановка была в Сингапуре. 6 мая «Абрек» покинул этот порт и последовал под парами южной частью Китайского меря до острова Пуло-Сонато. 16 мая «Абрек» пришёл в Гонконг, где пробыл до 21 мая, пополняя запасы угля, воды и провизии. 29 мая клипер пришёл в Шанхай. Здесь К. П. Пилкин получил предписание о срочном следовании в залив Посьета для соединения с отрядом. Ночью 1 июля, в ожидании выхода с Шанхайского рейда под проводкой местного лоцмана, клипер двинулся с начавшимся отливом и навалился на купеческое парусное судно. Заведённый перлинь не выдержал и лопнул. Дальнейший навал на бизань-штаги вызвал перелом бизань-мачты ниже чикс и повисание отломившейся части на утлегаре купеческого судна. Также был раздавлен гребной катер, который готовили к спуску на воду. Пользуясь суматохой нанятый лоцман сбежал с клипера. Данное столкновение задержало «Абрек» в порту для ремонта мачты и покупки нового гребного катера. Ремонт мачты обошёлся в 272 рубля, а катер стоил 205 рублей.
Устранив повреждения, корабль был готов выйти в море. 16 июня 1861 года «Абрек» зашёл в залив Посьета. День прихода клипера остался памятным ещё тем, что в этот день был подписан договор с Цинским Китаем о разграничении границ (протокол об обмене картами и описанием окончательных разграничений — приложение к Тяньцзиньским трактатам). На Дальнем Востоке «Абрек» пополнил состав Отряда судов Балтийского флота в Китайском море (Первая независимая эскадра Тихого океана) капитана 1-го ранга И. Ф. Лихачёва. Далее «Абрек», как и другие корабли, отправился для обследования побережья. 26 июля на эскадру прибыл военный губернатор контр-адмирал П. В. Казакевич. После смотра кораблям эскадры адмирал поднял свой брейд-вымпел на «Абреке» и отправился в бухту Золотой Рог, где шло строительство нового военного поста Владивосток. Тут П. В. Казакевич пробыл три дня. 26 августа командующий отрядом капитан 1-го ранга И. Ф. Лихачёв поднял на «Абреке» свой флаг и ушёл сначала к порту Дуэ, где сел на мель «Гайдамак», после чего отправился в Шанхай в сопровождении клипера «Опричник». По пути, 30 сентября корабли зашли на остров Цусима. Под давлением, И. Ф. Лихачёв принял решение отозвать после Цусимского инцидента находившийся там корвет «Посадник», а вместо него временно оставить там «Опричника», к которому позже должен был присоединиться и «Абрек». В Шанхае «Абрек» дождался транспорта «Японец», который пришёл для ремонта в доке, и 16 декабря отправился обратно на Цусиму имея предписание «проводить по временам крейсерство в море с посещением соседних портов в отсутствие дурных погод и холодов». 19 декабря клипер зашёл в Амой. 25 декабря «Абрек» вынужденно зашёл в Гонконг для переделки угольных ящиков «по английскому образцу» на местном заводе.
1 января 1862 года капитан-лейтенант К. П. Пилкин приказом № 392 произведён в чин капитана 2-го ранга. Находясь в Гонконге на «Абрек» прибыл новый командующий Отрядом контр-адмирал А. А. Попов. В январе, на пути из Макао в Манилу, сломилась грота-рея, что заставило спустить все реи с грот-мачты и вооружить клипер по старому парусному вооружению клиперов — прямыми парусами на фок-мачте и триселями с топселями на двух других мачтах. Это уменьшило скорость хода под парусами на 2½ узла. В портовом Адмиралтействе Манилы была куплена новая рея за 400 долларов, что позволило вооружить клипер по новому образцу. В начале 1862 года «Посадник», «Разбойник» и «Наездник» получили приказ вернуться в Кронштадт на смену им пришли «Богатырь», «Рында» и «Новик», для которого это стал уже второй вояж на Тихий океан.
13 апреля «Абрек» под флагом контр-адмирала ушёл в Шанхай, где в ремонте находился «Разбойник», но из-за бунта местных мастеровых, работы затормозились. 17 апреля, когда клипер находился в Шанхае, произошло возгорание угля в новых угольных ящиках. Быстрые действия не позволили малому возгоранию перерасти в катастрофу. Расследование показало что возгорание произошло от жара в паронагревателях. Договорившись о возобновлении работ на «Разбойнике» контр-адмирал на клипере отправился Хакодате к русскому посланнику, по пути зайдя на Цусиму. После этого А. А. Попов на «Абреке» посетил залив Святой Ольги и Петропавловский Порт. А 10 мая перешёл к Дуэ, где возобновились работы по снятию с мели «Гайдамака». 12 мая прибыли «Калевала» и «Японец». 13 мая пришла канонерская лодка «Морж». 18 мая контр-адмирал А. А. Попов перешёл на канонерскую лодку и отправился в Де-Кастри. К 28 мая водолазы с «Абрека» и «Калевалы» отыскали и подняли потерянный гребной винт «Гайдамака». К этому же времени подготовительные работы по выводу клипера на чистую воду были окончены. 29 мая «Калевала», «Абрек» и «Японец» начали вывод клипера, но эти попытки результата не принесли. «Гайдамак» удалось снять с мели только на следующий день с помощью подошедшего накануне пароходо-корвета «Америка». Здесь военный губернатор П. В. Казакевич перешёл с «Америки» на «Абрек» и ушёл во Владивосток, а «Америка» отвела пострадавший клипер на рейд Дуэ. 2 июня клипер стал на якорь в Золотом Роге. 3 июня «Абрек» под флагом военного губернатора ушёл в Новгородскую гавань.
В гавани «Абрек» пробыл до середины июня. В начале 20-х чисел июня он пришёл в залив Де-Кастри (ныне залив Чихачева) и его стали готовить к проводке «Гайдамака» на ремонт в Шанхай, для чего передали на «Морж» одно 60-фунтовое орудие. 23 июня началась проводка под буксирами и парусами пострадавшего клипера. В это время командующий А. А. Попов находился на борту. 15 июля клипер пришёл из Шанхая в залив Святой Ольги и командующий спустил свой брейд-вымпел. Здесь на «Абрек» вернули орудие, ранее переданное на «Морж», а на него с клипера перевёлся кондуктор Гертнер, изъявивший желание продолжить службу в Сибирской флотилии. Далее корабли посетили 19 июля Японию, где назначенный флаг-капитаном при начальнике Первой независимой эскадры Тихого океана контр-адмирале А. А. Попове капитан-лейтенант Д. С. Арсеньев сделал официальный визит. В конце июля клипер под флагом А. А. Попова отправился из Хакодате в Петропавловский Порт, куда прибыл 12 августа, проделав этот путь в 1150 миль за 5 суток 6 часов, из которых 30 часов под парами. Здесь был встречен корвет «Калевала», на который командующий перенёс флаг. Также на корвет перегрузили 40 тонн угля. 13 августа корабли ушли в Ново-Архангельск (ныне Ситка). Выдержав суточный шторм корабли разделились — «Калевала» по назначению, а «Абрек» в Сан-Франциско на докование.
- капитан 2-го ранга Константин Пилкин (командир)
- лейтенант Фёдор Геркен (старший офицер)
- лейтенант Александр Лунд (ревизор)
- мичман Илья Зеленой (начальник 1-й вахты)
- мичман Николай Повалишин (начальник 2-й вахты)
- мичман Андрей Деливрон (начальник 3-й вахты)
- мичман Михаил Верховский (начальник 4-й вахты)
- корпуса флотских штурманов прапорщик Василий Салтанов (старший штурман)
- корпуса инженер-механиков флота прапорщик Николай Стронский (старший механик)
- корпуса инженер-механиков флота унтер-офицер 1 класса Иван Рабковский (младший механик)
- Артиллерийский унтер-офицер 1 класса Лаврентий Телицин (артиллерийский офицер)
- гардемарин Николай Быков
- младший врач Фромгольд Гольбек (судовой врач)
- 115 нижних чинов.

Из Сан-Франциско клипер прошёл на Сандвичевы острова с секретной миссией — по распоряжению А. А. Попова клипер должен был отыскать пригодные для базирования кораблей места на случай «крейсерской войны» при возникновении боевых операций на море. Закончив миссию клипер отправился в Сингапур на соединение с Отрядом. Во время визита в Гонконг 15 ноября 1862 года клипер ввели в док для устройства железных бимсов под угольные ящики и других мелких работ.
7 января 1863 года приказом № 5 были переформированы флотские экипажи. По новой классификации «Абрек» был отнесён к 1-му разряду и перечислен в 5-й ФЭ. 10 января К. П. Пилкин получил приказ произвести обследование и опись берегов Индии с заходом в устья рек. 18 января «Абрек» пришёл в порт Мульмейн, где был встречен совершающий переход на Тихий океан транспорт «Гиляк». 26 января «Абрек» пришёл в порт Калькутта, тем самым став первым русским кораблём пришедшим в этот порт. 2 февраля клипер вышел в море и пошёл по маршруту Сингапур — Батавия — Макасар, имея конечным пунктом — Новую Каледонию. В порту Сант-Вицент пришлось заготовить дрова для котлов, так как угля не хватало. После этого «Абрек» пришёл во Владивосток. 4 июня на борт «Абрека» поднялись генерал-губернатор Восточной Сибири М. С. Корсаков, губернатор Приморской области и командующий Сибирской флотилией контр-адмирал П. В. Казакевич и командующий эскадрой Тихого океана контр-адмирал А. А. Попов. Вместе они отправились по южным гаваням приморья с целью принятия мер по усилению боеготовности в связи с возможным противостоянием с Англией из-за возможного её прямого вмешательства в польский конфликт. 13 июня клипер пришёл в Де-Кастри.
- капитан 2-го ранга Константин Пилкин (командир)
- лейтенант Фёдор Геркен (старший офицер)
- лейтенант Александр Лунд (ревизор)
- мичман Илья Зеленой (начальник 1-й вахты)
- мичман Николай Повалишин (начальник 2-й вахты)
- мичман Александр Балк 1-й (врио начальника 3-й вахты)
- мичман Александр Леман (начальник 4-й вахты)
- мичман Николай Быков
- гардемарин Константин Самстыгин
- корпуса флотских штурманов прапорщик Василий Салтанов (старший штурман)
- корпуса флотских штурманов кондуктор Тимофей Будрин (младший штурман)
- корпуса инженер-механиков флота прапорщик Николай Стронский (старший механик)
- корпуса морской артиллерии унтер-офицер 1 класса Лаврентий Телицин (артиллерийский офицер)
- врач Фромгольд Гольбек (судовой врач)
- юнкер флота Фридрих Энквист

В ночь на 4 августа 1863 года, следуя к заливу Святой Ольги, пройдя остров Дагелет «Абрек» выдержал шторм во время которого была потеряна грот-мачта с грота- и марса-реями, а на фок-мачте появились глубокие трещины. За деревом для новой мачты и её установки «Абрек» ушёл в Южные гавани. Далее клипер зашёл в Императорскую Гавань (ныне Советская Гавань), после чего посетил залив Де-Кастри. В один из рейсов было уточнено положение Курильской гряды по карте от 1852 года.

#### Первая американская экспедиция
Далее в «Абрек» участвовал в «Первой американской экспедиции русского флота». Она была отправлена в связи с возможным реальным военным вмешательством Англии в польский конфликт. В этом случае эскадра должна была приступить к крейсерским операциям на торговых линиях Англии в Тихом океане и нападать на английские колонии. Как вторая цель — поддержка Северных Штатов в своей борьбе за независимость, в частности, как считалось, наибольшая угроза на море исходила от кораблей CSS Alabama и CSS Sumter. В состав тихоокеанской эскадры под командованием контр-адмирала А. А. Попова вошли:
- корвет «Богатырь» (капитан 2-го ранга П. А. Чебышёв), 17 орудий, 25 офицеров, 266 нижних чинов
- корвет «Новик» (капитан-лейтенант К. Г. Скрыплёв), 11 орудий, 18 офицеров, 172 нижних чинов
- корвет «Калевала» (капитан-лейтенант Ф. Н. Желтухин), 11 орудий, 18 офицеров, 159 нижних чинов
- корвет «Рында» (капитан-лейтенант В. Г. Басаргин), 10 орудий, 18 офицеров, 167 нижних чинов
- клипер «Гайдамак» (капитан-лейтенант А. А. Пещуров), 7 орудий, 16 офицеров, 138 нижних чинов
- клипер «Абрек» (капитан 2-го ранга К. П. Пилкин), 5	орудий, 16 офицеров, 128 нижних чинов

всего — 57 орудий, 102 офицера и 904 нижних чина.
26 августа «Абрек» совместно с корветом «Богатырь» (флаг командующего эскадрой) ушёл в Сан-Франциско из залива Святой Ольги. Пролив Лаперуза корабли проходили с 30 августа по 1 сентября из-за сильных встречных ветров, проведя некоторое время в Румянцевской бухте. Далее «Абрек» получил приказ посетить владения Русско-американской Компании (РАК), а «Богатырь» отправился по назначению. Первым в Сан-Франциско пришёл «Гайдамак» 19 сентября. В этот же день «Абрек» выдержал сильный шторм. С «Гайдамака» выяснили, что корвет «Новик» потерпел крушение на подходе к Сан-Франциско в ночь с 14 на 15 сентября вблизи мыса Де-Лос-Рейес. 21 сентября пришёл «Богатырь» под флагом контр-адмирала А. А. Попова. Он назначил команду разбившегося корвета по другим кораблям эскадры, а К. Г. Скрыплёва определил командовать корветом «Богатырь». 24 сентября пришёл из Гонолулу «Калевала». 27 сентября «Абрек» подошёл к острову Кадьяк и зашёл в гавань Святого Павла. В этот же день лоцман ввёл клипер в Чипяжскую бухту и поставил его на рейде городка Павловская гавань — первой столицы Русской Америки и старейшего селения РАК на острове. Офицеры познакомились с островом и местным бытом, а для жителей открыли корабль для посещения. На тот момент «Абрек» стал первым русским боевым кораблём посетившим остров с 1809 года. 2 октября, после пополнения запаса угля и продовольствия, корабль вышел курсом на Ново-Архангельск, куда прибыл 6 октября. В этом порту был произведён более тщательный ремонт рангоута при содействии капитана 1-го ранга И. В. Фуругельма. После службы в Ново-Архангельском соборе, клипер вышел в море 8 октября. 10 октября клипер вновь выдержал шторм, во время которого был смыт вельбот и свёрнут топ фок-мачты.
11 октября команды русских кораблей участвовали в тушении крупнейшего пожара в истории Сан-Франциско. 16 октября «Абрек» подошёл к маяку Пунто-Бонито и отсалютовал крепости. Когда клипер стал заходить на рейд Сан-Франциско, то пароход стоящий на брандвахте открыл по нему огонь, приняв его за CSS Alabama, так как эти корабли походили друг на друга своими очертаниями. Тогда К. П. Пилкин, опасаясь огня с береговых фортов, который мог нанести непоправимый ущерб, направил клипер под защиту брандвахтенного парохода. Подойдя к нему вплотную, там поняли свою ошибку, прекратили огонь и приветствовали русских моряков криком «ура!». Позже командир брандвахты прибыл с официальными извинениями на клипер. На внутреннем рейде также находились два северо-американских фрегата, два корвета и один испанский фрегат. Несколько позже на рейд пришёл и «Рында». Тем самым все корабли сосредоточились на рейде города к 19 октября. Затем А. А. Попов перевёл корабли в Вальехо (Mare Island), где располагалось Восточное Адмиралтейство. Здесь корабли прошли ремонт, перевооружение и подготовку к возможной крейсерской войне, что обошлось казне в 88 000 долларов (примерно 130 000 рублей). Первым, 23 октября, на ремонт прибыл «Абрек», так как он более остальных нуждался в ремонте после выдержанных штормов. По окончании ремонта корабли возвращались на рейд Сан-Франциско. Содержание клипера в 1863 году обошлось казне в 88 790 рублей 70 копеек серебром.
1 января 1864 года приказом № 499 «за отличие в службе» капитану 2-го ранга К. П. Пилкину было присвоено звание капитана 1-го ранга, с отметкой в приказе: «К. П. Пилкин отличается смелостью и находчивостью в сложных ситуациях и исключительно гуманным отношением к людям». В конце января прошли артиллерийские и эскадренные учения в бухте Саусалито, в четырёх милях от Сан-Франциско. 10 февраля русские офицеры участвовали в праздничной церемонии в честь дня рождения Джорджа Вашингтона, а с кораблей эскадры дали салют в 21 залп в честь него. Во время празднования 19 февраля русскими моряками Восшествие на престол императора Александра II, американские военные салютовали 21 залпом с крепости Алькатрас. Находясь в САСШ «Абрек» несколько раз выходил в море. С 8 по 13 марта вся эскадра вновь выходила в море для артиллерийской стрельбы. 8 марта «Рында» отправился в воды в южном полушарии, а «Абрек» ушёл в Ново-Архангельск и далее в Ванкувер. Отправка клипера была связана со слухами о готовящихся нападениях поляков на суда РАК в Ванкувере. Выполнив свои миссии, корабли вернулись в Сан-Франциско. 21 марта «Калевала» был отправлен в Гонолулу, чтобы в случае необходимости появиться китайских водах. 1 августа эскадра А. А. Попова начала возвращение в Россию. Она пробыла у американских берегов, в общей сложности, почти 10 месяцев. Покидая Сан-Франциско, при выходе из Золотых ворот, русскими кораблями был произведён салют из 23-х выстрелов в честь американского флага.

#### Дальнейшая служба на Дальнем Востоке России
Из Сан-Франциско «Абрек» ушёл в южные воды Тихого океана и посетил Сингапур, Новую Каледонию. Затем в июле 1864 года «Абрек» доставил командующего Отрядом контр-адмирала А. А. Попова в Шанхай, где он передал дела новому командующему Отрядом контр-адмиралу И. А. Ендогурову. По мнению А. К. Деливрона, «… С убытием А. А. Попова, на эскадре всякая энергия заснула, и наступило полное затишье…».
Далее «Абрек» нёс стационерную службу в портах Японии и Империи Цин, выполнял различные служебные поручения. В октябре И. А. Ендогуров поднял свой флаг на «Абреке» и перешёл в Нагасаки. Сюда же были направлены почти все корабли Отряда на зимовку.

### Переход и служба на Балтике
В конце января 1865 года командир «Абрека» получил приказ вернуться в Кронштадт. В феврале клипер соединился с корветом «Калевала» в Сингапуре. На корвет было отдано 56 тонн угля. Вместе с ними на Балтику ушёл и «Богатырь». На переходе команда «Абрека» состояла из 13 офицеров, нескольких унтер-офицеров и 137 нижних чинов. Посетив Гавр, корабли вышли в Балтику 26 мая. Через несколько дней «Абрек» ошвартовался в Кронштадте. Команда получила время на берегу. 21 июня 1865 года Константин Павлович назначен командиром строящейся плавучей броненосной батареи «Кремль», а на место командира клипера «Абрек» назначен капитан-лейтенант П. Н. Назимов из 5-го ФЭ.
- капитан 1-го ранга Константин Пилкин (командир)
- лейтенант Николай Седлецкий (старший офицер)
- мичман Василий Вахтин (ревизор)
- лейтенант Илья Зеленой (начальник 1-й вахты)
- лейтенант Николай Повалишин (начальник 2-й вахты)
- лейтенант Алексей Балк (начальник 3-й вахты)
- мичман Александр Леман (начальник 4-й вахты)
- мичман Генрих Изенбек
- мичман Сергей Истомин
- корпуса флотских штурманов прапорщик Тимофей Будрин (старший штурман)
- корпуса инженер-механиков флота прапорщик Николай Стронский (старший механик)
- корпуса инженер-механиков флота кондуктор Александр Фёдоров (младший механик)
- корпуса инженер-механиков флота Илья Морозов (механик)
- корпуса морской артиллерии унтер-офицер кондуктор Лаврентий Телицин
- врач Фромгольд Гольбек (судовой врач)

В приказе № 580 от 2 июля 1865 г. К. П. Пилкин удостоился «монаршей благодарности». Офицеры были награждены орденами: Н. Седлецкий — орденом Святого Владимира 4-й степени с бантами; И. Зеленой — орденом Святой Анны 3-й степени; А. Леман — орденом Святой Анны 3-й степени; Н. Повалишин — орденом Святой Анны 3-й степени; Ф. Гольбек — орденом Святой Анны 3-й степени; В. Вахтин — орденом Святого Станислава 3-й степени; Т. Будрин — орденом Святого Станислава 3-й степени; А. Балк — орденом Святого Станислава 3-й степени; А. Фёдоров — орденом Святого Станислава 3-й степени; старший механик Н. Стронский — орденом Святого Станислава 3-й степени и премией в 340 рублей. Унтер-офицеры и рядовые также были премированы годовым окладом жалования за совершённый поход. 27 июля император Александр II сделал Высочайший смотр возвратившимся кораблям. На смену им был собран новый Амурский отряд, в составе: корвет «Аскольд» (ушёл 31 июля 1865 г), клипер «Изумруд» (4 августа 1865 г), канонерская лодка «Соболь» (4 августа 1865 г) и шхуна «Алеут» (4 августа 1865 г).
В 1866—1869 годах клипер несколько раз выходил в Балтийское море, но, в основном, находился в Кронштадте. Так как в эти годы произошло существенное сокращение дальних плаваний. Приказом № 826 от 1 января 1870 года был сменён командир «Абрека», новым командиром стал капитан-лейтенант Михаил Лазарев.
В 1869—1870 годах «Абрек» прошёл капитальный ремонт с перевооружением на Кронштадтском Пароходном заводе под наблюдением корабельного инженера штабс-капитана Козлова. В ЦВММ сохранилась закладная доска, которая хранит память об этом действии. Также во время ремонта заменили паровые котлы на новые, изготовленные на Ижороких заводах и некоторые механизмы. Ход под парами увеличился до 12 узлов. Съёмную дымовую трубу заменили на выдвижную (телескопическую), которую было легче и быстрее убирать при переходе под паруса. Новое артиллерийское вооружение составили три 152-мм нарезных орудия образца 1867 года с клиновым замком (6-дюймов) и четыре 4-фунтовые нарезные пушки.

### Визит в САСШ и переход на Дальний Восток России
В 1870 году вице-адмирал К. Н. Посьет назначен командовать отрядом кораблей в составе фрегата «Светлана» (флаг), корвета «Богатырь» и клипера «Абрек». Целью экспедиции было посещение Великим князем Алексеем Александровичем Северо-Американских Штатов с дипломатической миссией.
1 января 1871 года приказом № 885 на должность командира «Абрека» назначен капитан-лейтенант Павел Римский-Корсаков 2-й, но приказом № 889 от 25 января 1871 года его перевели командиром монитора «Латник». На его место был назначен Ф. Ф. Повалишин. 10 июня 1871 года приказом № 73 клипер «Абрек» был переведён из Балтийского флота в состав Сибирской военной флотилии, а на должность командира назначен капитан-лейтенант Ф. С. фон Шанц 2-й. Во время подготовки к плаванию все штурмана клипера прошли переподготовку в Морской астрономической и компасной обсерватории Кронштадта. Команда насчитывала 19 офицеров и 154 нижних чина.
20 августа отряд отставил Кронштадт и взял курс на Копенгаген. 22 августа «Абрек» отделился от отряда и зашёл в Ревель за пополнением запасов, после чего опять соединился с отрядом. 25 августа в 4 часа утра отряд стал на рейде Копенгагена. Великий Князь и вице-адмирал К. Н. Посьет отправились в дворец Бернсдорф, где 27 августа были приняты королём. 29 августа в 17 часов на «Светлане» дали ответный обед для короля Дании, кронпринцессы Луизы и кронпринца Иоанна. В эти дни свободные от вахт офицеры съехали для отдыха в Тиволи. 1 сентября отряд отправился дальше и 3 числа вышли в Северное море, а через 2 дня вошли в Ла-Манш. 7 сентября в 13 часов корабли зашли на Фальмутский рейд. Находясь на рейде были проведены парусные и артиллерийские учения с вызовом пожарных и абордажных команд. 9 сентября в честь дня рождения генерал-адмирала был дан обед, а корабли празднично расцветили. Русским кораблям салютовали находившиеся на рейде английские бриг и учебный корабль. 12 сентября отряд продолжил плавание. 28 сентября корабли стали на Фуншальском рейде (Мадейра) и после пополнения запаса угля продолжили путешествие. Со 2 октября корабли продолжили ход под парами, но так как «Абрек» не мог удерживать скорость в составе отряда, то ему было разрешено идти самостоятельно. Несмотря на это, 31 октября «Абрек» первым подошёл к Нью-Йорку. Его приветствовала эскадра под флагом вице-адмирала С. Роуэна (фрегаты «Конгресс», «Ирокез», «Северн» и «Кансус») которая находилась у Санди-Хук специально для торжественной встречи русских кораблей. 4 ноября пришёл «Богатырь», он так же как и «Абрек» зашёл в Нью-Йоркскую бухту Лоуэр-Бей (река Гудзон) и стал на якорь. 7 ноября пришёл флагманский фрегат «Светлана» с Великим князем. 10 ноября миссия великого князя отправилась в Вашингтон.
Корабли оставались в Нью-Йорке до 10 января 1872 года, после чего отправились в Пенсаколу. 22 января был достигнут Флоридский пролив и только, более чем через трое суток неблагоприятной погоды, маяк Ки-Веста при входе в Мексиканский залив. 25 января при подходе к Пенсаколе был взят лоцман, но возникший противный ветер заставил ждать двое суток прохода через бар. На баре «Светлана» несколько раз коснулась грунта килем. За 17 суток отряд прошёл 1845 миль, из них под парусами 1195 миль и 650 миль под парами. Во время стоянки команды осмотрели механизмы своих кораблей, перетянули такелаж и проконопатили палубы. Осмотр водолазами днища «Светланы» не показал каких либо серьёзных повреждений. Так же на кораблях была смонтирована система парового отопления помещений. В начале февраля Великий князь Алексей Александрович поднялся на фрегат «Светлана» в этом порту. 11 февраля отряд отправился на Кубу, предполагая через Гавану вернуться в Россию. 12 февраля в порту Гаваны русские корабли были встречены салютом в честь наций в 21 залп, а оркестр сыграл гимн Российской империи. Великого князя встретил генерал-капитан острова Куба граф Вольдемаедо. По прибытии в Гвану была получена телеграмма от Александра II об отправки отряда в Японию выразить своё почтение императору Муцухито (Мэйдзи). От предложенных апартаментов на берегу Великий князь Алексей Александрович отказался, пояснив что он обязан исполнять возложенные на него должностные обязанности на фрегате. 25 февраля были проведены шлюпочные гонки в которых приняли участие суда с русских, американских, германских, английских и испанских кораблей. Первыми в гонке участвовали паровые катера, среди которых выиграл германский катер, четвёртым пришёл катер со «Светланы», катер с «Абрека» стал последним, а катер с «Богатыря» столкнулся с испанским и они оба снялись с гонки. В устроенной парусной гонке верх одержал катер с «Богатыря» под командой мичмана Остелецкого, вторым стал баркас с этого же корвета под командой мичмана Меньшикова, третьим пришёл немецкий катер, катер с «Абрека» стал пятым. За выигранную гонку мичману Остелецкому в качестве приза были вручены часы на цепи за 150 долларов, а мичману Меньшикову за второе место достался набор серебряных подстаканников со стаканами работы мастера Савикова. В следующей гонке гичка с «Абрека» заняла третье место. В четвёртых гонках 12-весельных катер с «Абрека» вышел из гонки, так как гребцы не выдержали темпа из-за жары.
26 февраля корабли отправились из Гаваны в Рио-де-Жанейро. При выходе русских кораблей с рейда прозвучал салют с крепости и иностранных судов, на что дали ответный салют с фрегата «Светлана». Вскоре «Абрек» получил разрешение на самостоятельное плавание без захода в Рио-де-Жанейро. «Абрек», получив свободу действий рекордно быстро пересёк Атлантический океан и вошёл в Средиземное море. После чего прошёл Суэцким каналом и 13 мая в 5 часов 45 минут вышел в Суэцкий залив. Уже на следующий день «Абрек» вошёл в Красное море. 21 мая в 4 часа был пройден Баб-эль-Мандебский пролив и 17 часов «Абрек» бросил якорь на рейде Адена. После погрузки угля «Абрек» вышел 23 мая к Цейлону. 4 июня пришёл на рейд Пуэнт-де-Галльо. 8 июня «Абрек» продолжил плавание после пополнения запаса угля, воды, провизии, свежей зелени и покупки свиней. 21 июня клипер достиг берега острова Суматра и на следующий день стал на якорь близ селения Кроэ (англ. Krui). Так как в этом поселении не было коммерческого порта, то вместо угля были взяты дрова. Голландский чиновник-контролёр содействовал заготовки их, призвав 60 местных жителей. Общими силами было заготовлено 13 м³ дров. Перед отходом клипера чиновник-контролёр прислал рыбу, фрукты и живность. 28 июня клипер пошёл дальше. 29 июня «Абрек» вошёл в Зондский пролив и утром следующего дня бросил якорь на Антерском рейде. К этому моменту на клипере не осталось не только угля, но уже и дров. 1 июля на борт было погружено 30 тонн «кардифского угля». 2 июля «Абрек» вышел в Батавию, куда пришёл 4 июля. 8 июля клипер пошёл в Гонконг, а оттуда в Нагасаки для соединения с отрядом. Но придя туда раньше них, имел инструкцию отправиться во Владивосток, куда прибыл 17 августа.

### В составе Сибирской военной флотилии
По прибытии во Владивосток часть офицеров отправилась через Сибирь в Петербург. Членам команды, пожелавшим продолжить службу на Дальнем Востоке были выданы подъёмные деньги, а состав новой команды пополнился из моряков, назначенных в Сибирский флотский экипаж (СФЭ). С этого момента «Абрек» уже по факту, а не на бумаге, пополнил состав Сибирской военной флотилии. В это время в неё входили:
- пароходо-корвет «Америка» (флаг)
- канонерская лодка «Морж»
- канонерская лодка «Соболь»
- канонерская лодка «Горностай»
- канонерская лодка «Нерпа»
- вооружённая шхуна «Ермак»
- вооружённая шхуна «Тунгус»
- вооружённая шхуна «Восток»
- шхуна «Алеут»
- шхуна «Фарватер»
- вооружённый транспорт «Манджур»
- транспортное судно «Японец»
- вооружённый пароход «Амур»
- бот «Суйфун»
- около 10 баркасов, ботов и барж.

«Светлана» и «Богатырь» побывав в Сингапуре и Гонконге пришли в Нагасаки. Там они были встречены отрядом под флагом свиты Его Императорского Величества контр-адмирала М. Я. Федоровского («Витязь» и «Морж»), а также кораблями под флагами Франции, Англии и Японии. Фрегат «Светлана» приветствовался орудийным салютом: 15 выстрелов — флагу генерал-адъютанта К. Н. Посьета и салютом наций в 21 залп. 1 октября «Абрек» под флагом Главного командира портов Восточного океана, «Алеут» и «Восток» встретили на рейде Владивостока пришедший из Хакодате корвет «Боярин» под командованием капитана 2-го ранга Серкова. После чего отправились на нагасакский рейд. 10 октября «Светлана», «Витязь», «Богатырь», «Абрек» и «Морж» были сведены в отряд под флагом контр-адмирала М. Я. Федоровского, а остальные русские корабли разошлись с разными поручениями. «Светлана» и «Витязь» 24 октября отправились в сопровождении японского корвета «Нис-син кан» во Внутреннее Японское море, а «Абрек» ещё сутки оставался в Нагасаки, после чего посетив Владивосток и Южные гавани Приморья, вновь присоединился к русским кораблям в Японии. 13 ноября на рейде Иокогамы на трёх русских кораблях было организовано артиллерийское учение, вызов абордажной и пожарной партий, далее проведена показательная постановка парусов, и в заключении, организована гонка гребных судов. 26 ноября корабли отправились во Владивосток, куда прибыли 5 декабря, а 19 декабря пришёл и «Абрек». Прибытие Великого князя в 1872 году стало знаменательным событием для Владивостока, поскольку впервые в истории его посетил член императорской семьи, и в память о фрегате на котором он прибыл главная улица города была переименована в Светланскую. Прибытие Великого князя также совпало с активным переносом инфраструктуры главного порта флотилии из Николаевска во Владивосток. Через несколько дней Великий князь отправился в южные гавани с инспекцией, а «Абрек» после ухода отряда остался на зимовку во Владивостоке.
С приходом на Дальний Восток России и до лета 1873 года клипер состоял в распоряжении военного губернатора Приморской области и главного командира портов Восточного океана контр-адмирала А. Е. Кроуна, выполняя различные служебные поручения и гидрографические работы, после чего его на этом посту сменил корвет «Боярин». 1 октября 1873 года «Абрек» был послан на поиски шхуны «Восток», которая вышла 25 июня с топографами в район современных заливов Джигит и Пластун и не вернувшейся в назначенный срок. Во время розыска шхуны были встречены и приняты на борт топографы Павловский, Иванов, Краморев, Белкин и Егоров. Сама шхуна была найдена в гавани Тихая Пристань (залив Святой Ольги) с неисправной машиной и поломанными мачтами. Выяснилось, что «Восток» попал в сильный шторм ещё 17 сентября и с тех пор проводил ремонтно-восстановительные работы собственными силами. 5 октября «Абрек» взял на буксир шхуну и повёл её во Владивосток. 7 октября, в 50 милях от Владивостока, буксирный канат был отдан по причине исхода угля на клипере, и корабли перешли на ход под парусами — «Восток» поднял паруса на фальшмачте, собранной из обломков. В 17 часов этого же дня они пришли во Владивосток.
1 января 1874 года командир капитан-лейтенант Ф. С. фон Шанц был пожалован орденом Святой Анны 2-й степени с Императорской короной, а старший офицер Николай Валицкий орденом Святого Станислава 2-й степени. С началом кампании клипер был назначен в топографическую экспедицию, организованную Иркутским отделом Генерального штаба, под началом начальника военно-топографического отдела Восточно-Сибирского военного округа полковника Л. А. Большева. Во время этой экспедиции одна из горных вершин Сихотэ-Алиня получила название, в честь клипера — Абрек.
В 1875 году «Абрек», «Аскольд», «Всадник» и «Горностай» были назначены в комиссию по обмену Сахалина на острова Курильской гряды. В кампанию этого года несколько раз подымал на клипере свой брейд-вымпел новый военный губернатор Приморской области и главный командир портов Восточного океана Г. Ф. Эрдман. 19 июля «Абрек» доставил членов «Сахалинской комиссии» из Владивостока в Иокогаму. 12 августа император Японии принял членов комиссии и офицеров русских кораблей. Так же «Абрек» занимался доставкой алеутов с Курильских островов в Петропавловский Порт, пожелавших остаться в России и переехать в Авачинскую бухту. После обхода островов, «Абрек» пришёл в Хакодате откуда с пограничным комиссаром титулярным советником Н. Г. Матюниным ушёл во Владивосток, куда прибыл 11 декабря. На зимовку клипер отправился в Японию, в ходе которой прошёл ремонт.
Весной 1876 года «Абрек» был определён в распоряжение руководителя гидрологических работ в Японском море лейтенанта барона Э. В. Майделя. Он с борта клипера сделал первые точные магнитные определения по берегам Японского моря, провёл гидрологические и магнитные исследования в проливе Лаперуза и Охотском море. 1 июля клипер отправился из Владивостока в Де-Кастри. Пополнив запас угля в Дуэ, 9 июля клипер пришёл в пункт назначения, где был встречен «Богатырь» под флагом командующего эскадрой, прибывший сюда 6 июля. Сильный ветер помешал долгой стоянке в условиях открытой гавани, и клипер перешёл к посту Александровский (ныне Александровск-Сахалинский). На тот момент пост насчитывал 1 обер-офицера и 167 военнослужащих с жёнами и детьми. Далее, посетив Николаевск, «Абрек» вернулся во Владивосток 28 июля. Также в 1876 году «Абрек» был списочно перечислен в состав Балтийского флота для возможной отправки в Европу из-за нарастающей напряжённости на Балканах. Но позже зачислен в эскадру под командованием вице-адмирала О. П. Пузино, отправляющуюся к Сан-Франциско во «Вторую американскую экспедицию».

#### Вторая американская экспедиция
Сбор эскадры был обусловлен тем, что после Балканского кризиса и жестокого подавления Апрельского восстания, турками была подписана Константинопольская конференция которая их не устраивала, и назревала разразиться новая Русско-турецкая война. И так как Англия могла выступить на стороне Турции и начать боевые действия против России. Эскадра начала формироваться с 9 октября 1876 года из Балтийских кораблей пребывающих на Тихом океане и Сибирской военной флотилии. В её состав вошли:
- корвет «Баян» — флаг командующего эскадрой контр-адмирала О. П. Пузино (капитан-лейтенант Р. Р. Бойль)
- клипер «Всадник» (капитан 2-го ранга А. П. Новосильский)
- клипер «Гайдамак» (капитан-лейтенант С. П. Тыртов)
- клипер «Абрек»
- канонерская лодка «Горностай» (капитан-лейтенант В. А. Терентьев)
- вооружённый транспорт «Японец» (капитан-лейтенант А. А. Остолопов)
- шхуна «Тунгус» (капитан-лейтенант В. Ф. Ивашинцов)
- шхуна «Ермак» (лейтенант Б. К. Деливрон)
- шхуна «Восток» (лейтенант О. В. Старк)

9 и 10 октября 1876 года были получены телеграммы от Управляющего Морским Министерством в которых предписывалось: «базируясь на Сан-Франциско, в случае войны со всеми боевыми судами и транспортом с углём при полных запасах идти в Ванкувер и нанести возможный вред неприятельским учреждениям и уничтожить там военные и купеческие суда. После дела при Ванкувере, все военные суда направить к берегам Австралии, по прибытии к которой разъединится и послать клипера действовать по восточную, юго-западную часть этой колонии, а с корветом „Баян“ крейсировать преимущественно по западную сторону. Воспользовавшись транспортными судами, имеющимися в отряде, учредить склады на северном берегу Новой Гзинеи, на Соломоновых и Маршальских островах, а также преследовать суда неприятеля в Тихоокеанских водах.»
Уже к 15 октября все корабли покинули российские, китайские и японские порты и к 26 декабря соединились на рейде Сан-Франциско. 3 декабря пришёл «Всадник», 10 числа «Абрек», 13 декабря прибыл «Баян» с О. П. Пузино на борту, 21 — «Восток» и «Горностай», 25 — «Тунгус» и «Японец», 26 декабря «Ермак». Из Сан-Франциско корабли перешли в Mare Island, где оставались до начала мая 1877 года. Во время пребывания в Сан-Франциско клипер прошёл мелкий ремонт. 30 апреля 1877 года, после нормализации отношений между Россией и Британией, последовал приказ эскадре покинуть берега Америки. «Восток» ушёл 3 мая, 4 мая ушли «Баян», «Абрек» и «Всадник», 7 числа порт покинул «Тунгус», «Ермак» — на следующий день, 21 мая — «Горностай»; «Японец» остался ремонтироваться и ждать контр-адмирала А. Е. Кроуна. По пути во Владивосток «Абрек», «Баян» и «Всадник» посетили Гавайские острова. 16 мая они зашли на рейд Гонолулу. 21 мая «Баян» и «Всадник» покинули порт, а «Абрек» задержался до утра следующего дня догружая уголь. 23 мая «Абрек» нагнал корвет, а 27 мая они разошлись. 16 июня «Абрек» прибыл в Иокогаму, где был встречен «Гайдамак». Здесь они приняли участие в торжествах по случаю коронации королевы Англии совместно с английскими, американскими, японскими и французскими кораблями. 19 июня «Абрек» покинул порт и 26 июня подошёл к Владивостоку. Но не смог зайти в Золотой Рог из-за сильного тумана и вынужденно простоял до следующего дня. Путь от Гонолулу «Абрек» преодолел за 31 сутки 17 часов, из которых было 20 суток и 15 часов под парусами, а 11 суток и 2 часа под парами. Большая часть эскадры собралась во Владивостоке к 1 июля.

#### Дальнейшая служба на Дальнем Востоке России
По возвращении на Дальний Восток, клипер «Абрек» вошёл в состав крейсерского отряда на Тихом океане контр-адмирала О. Р. Штакельберга. 12 августа 1877 года клипер «Абрек» был возвращён в состав Сибирской военной флотилии. В сентябре, во исполнение русско-японского договора по обмену Сахалина на острова Курильской гряды, «Абрек» доставил 83 жителя с островов Уруп, Симушир и Парамушир в Петропавловский Порт. В конце года командиром назначен капитан-лейтенант В. М. Лавров. 27 ноября «Абрек» и «Всадник» подошли к селению Сетанай — месту крушения шхуны «Алеут». Для снятия с берега команды и груза были отправлены с клиперов по два вёсельных катера и по одному вельботу. 3 декабря усилившимся штормом был разбит катер с «Абрека». Так как погода продолжала ухудшаться и безопасно завершить операцию не удалось бы, то было принято решение кораблям вернуться в Россию, а оставшимся на берегу морякам ждать прихода следующего судна.
Кампанию 1878 года «Абрек» занимался гидрографическими работа и выполнял различные служебные поручения.
В навигацию 1879 года клипер ходил под флагом Главного командира портов Восточного океана контр-адмирала Г. Ф. Эрдмана с проверкой по обеспечению прибрежных постов провиантом и запасами. С июля по август «Абрек», «Джигит» и «Крейсер» поступили в распоряжение комиссии генерал-майора Н. М. Тихменева. В частности «Абрек», с членами инспекционной комиссии, посетил Амурский залив, бухту Стрелок, заливы Святой Ольги (24 августа) и Святого Владимира. 30 августа клипер празднично расцветили в честь дня Тезоименитства Его Императорского Величества и дали салют. По завершении работ «Абрек» ушёл во Владивосток. Здесь, в связи с необходимостью ремонта, «Абрек» стали готовить к переходу в Японию. 3 ноября клипер пришёл в Йокогаму. Сначала «Абрек» стал под кран у стенки Адмиралтейства Икоско, где были вынуты мачты и старые котлы, затем его ввели в док порта Йокосука и сняли гребной вал. На время ремонта команда расквартировалась на берегу в съёмных помещениях. Через несколько дней «Тунгус» под командованием лейтенанта Гека доставил из Владивостока четыре новых паровых котла, изготовленных на Ижорском заводе для замены и 112 тонн различного груза, необходимого для ремонта других кораблей русской эскадры.
В феврале 1880 года в Петербурге было получено известие, что вновь разгорается Кульджинский кризис, так как договор о Кульдже подписанный 20 сентября 1879 года в Ливадии (Ливадийский договор), китайский император не ратифицирует, считает его преступным и готовится противостоять Российской империи. 27 марта военный министр Д. А. Милютин в личном дневнике записал: «В последние дни отовсюду получались сведения не утешительные. Китайцы, по-видимому, готовятся не на шутку к войне с нами. Начальству трёх округов — Туркестанского, Западно-Сибирского и Восточно-Сибирского — даны по телеграфу приказания готовиться на случай разрыва и быть осторожными на границе…»
Разгорающийся русско-китайский конфликт послужил поводом нового сбора сил флота во Владивостоке. Формирующуюся эскадру на Тихом океане возглавил вице-адмирал С. С. Лесовский. В неё вошли Балтийские корабли, находящиеся Дальнем Востоке и корабли Сибирской военной флотилии. «Абрек» был зачислен во 2-й отряд под командованием контр-адмирала А. Б. Асланбегова. В отряд вошли:
- броненосный фрегат «Князь Пожарский» — флаг, (капитан 1-го ранга П. П. Тыртов)
- корвет (крейсер) «Азия»
- клипер «Разбойник» (капитан 2-го ранга В. В. Житков 3-й)
- клипер «Забияка» (капитан-лейтенант Л. Н. Ломен)
- клипер «Крейсер» (капитан-лейтенант К. Н. Назимов)
- клипер «Абрек» (капитан-лейтенант Ф. П. Энегельм)

В это время «Абрек» всё ещё находился на ремонте в Йокосуке. К концу июня на «Абреке» был исправлен корпус и рангоут, а сам клипер выведен на воду. В начале июля установили четыре новых котла. Далее клипер вновь ввели в док для установки гребного вала. 15 июля «Абрек» был поставлен под плавучий кран с помощью которого установили мачты и такелаж. 30 августа в Нагасаки прибыл командующий эскадрой вице-адмирал С. С. Лесовский и повёл находившиеся там корабли во Владивосток. К 10-м числам сентября на «Абреке» были окончены все работы, после чего он совершил переход во Владивосток самостоятельно.
Эскадра С. С. Лесовского находилась во Владивостоке с 18 сентября по 18 ноября 1880 года. В этот период около 75 человек ежедневно участвовали на фортификационных работах Владивостокской крепости. С середины ноября часть кораблей эскадры отправились по разным поручениям, стационерами в иностранные порты и на зимовку в Японию.
В феврале 1881 года, после подписания договора об Илийском крае, эскадра была расформирована и «Абрек» вернулся в состав Сибирской военной флотилии. Его включили в систему обороны Амурского залива — постановка и охрана минного поля в этом заливе. Далее, по предложению морского министерства, клипер использовался в гидрографических и лоцмейстерских целях. 11 августа «Абрек» пришёл в Йокусуку для чистки котлов. Для этого их вынули, а когда устанавливали их на место, то была замечена течь под задней частью кормового котла. Корабль ввели в док и вырубили полтора метра внутренней обшивки для отыскания места течи. Причиной стал деревянный нагель, который перемени и тщательно заделали. Помощь в ремонте оказал Морской министр Японии Т. Эномото. С октября «Абрек» находился в распоряжении главы Главного тюремного управления М. Н. Галкина-Враского с целью обхода постов Дальнего Востока на предмет устройства тюрем и строительства новых и посещения Китая и Японии. 6 октября в Дуэ на «Абрек» поднялись М. Н. Галкин-Враской, Б. Б. фон Флотов и Титов. В этот же день клипер ушёл в Корсаковскую бухту южного Сахалина (ныне бухта Лососей). С 9 по 11 октября клипер находился у Корсаковского поста, после чего отправился в залив Святой Ольги. 14 октября в заливе Святой Ольги комиссия посетила казачий пост, и в этот же день вернулась на клипер. Вечером «Абрек» ушёл во Владивосток, где бросил якорь в 5 часов по полудни 16 октября. 27 октября клипер снялся с якоря и взял курс на Йокогаму. 31 октября «Абрек» зашёл на рейд, где была встречена германская эскадра. На рейде на клипер поднялись консул А. А. Пеликан, вице-консул барон Шлиппенбах и секретарь миссии поверенный в делах в Токио барон Р. Р. Розен. После отъезда миссии и гостей в Токио, клипер оставался на рейде ждать их возвращения. По их возвращению с 5 по 11 ноября совершён переход до Нагасакского рейда. Пробыв тут три ночи, 14 числа «Абрек» отправился в Чифу. С 17 по 19 ноября стоянка у Чифу. 19 ноября М. Н. Галкин-Враской съехал с клипера на берег, а в память о данном плаванье получил в дар от офицеров акварельное изображение клипера «Абрек» на Владивостокском рейде. 6 декабря клипер пришёл во Владивосток на зимовку.
С 1882 года по 1884 год «Абрек» использовался в гидрографических и лоцмейстерских целях, так же находился в распоряжении различных Чиновников. Летом 1882 года, на время нового витка переговоров с Китаем, клипер состоял в распоряжении российского посланника Вебера. В сентябре командир «Абрека» капитан 2-го ранга Ф. П. Энегельм награждён орденом Святого Владимира 4-й степени с бантом «за 25 лет беспорочной службы». С 13 мая по 24 ноября 1882 года клипер находился в плавании по портам Японского моря.
В 1883 году с клипера провели исследование Сахалинского фарватера, съёмку Тугурского залива и берега острова Медвежий. 24 октября, когда «Абрек» вступил в Сангарский пролив, то сильным шквалистым ветром с дождём сорвало и унесло 12-весельный катер № 1, приготовленный по-штормовому.
Приказом № 26 от 22 февраля 1884 года потерянный катер в Сангарском проливе, стоимостью 1035 рублей 80 копеек, был списан за счёт казны. Весной 1884 года, когда «Абрек» возвращался во Владивосток из обхода по прибрежным постам, то в густом тумане налетел на отмель. Клипер получил некоторые повреждения корпуса. Комиссия, состоявшаяся 16 июня, сделала заключение: «Повреждения заделать, в этом виде он может прослужить ещё два года, а там пора старику и на покой». После этого «Абрек» отправился в Нагасаки на ремонт, и уже в июле снова вошёл в строй. 16 августа его стали готовить к выходу в море — для смены «Разбойника» на посту охраны морских промыслов. 22 августа «Абрек» отправился из Владивостока через Хакодате (25 — 28 августа) в Петропавловский Порт. 4 сентября «Абрек» ошвартовался у пристани фирмы «Гудчисон, Коль, Филлипиус и К°». Ф. П. Энегельму доложили, что в начале августа «Разбойник» ушёл в Охотское море. 7 сентября в Петропавловский Порт прибыл компанейский пароход «Александр» с управляющим островами титулярным советником Гребницким. Он сообщил, что на вверенных ему островах всё спокойно. До 9 сентября «Абрек» загружался углём, на борт было принято около 140 тонн. 11 сентября «Абрек» пошёл к Командорским островам. 14 сентября клипер подошёл к селению Преображенское чтобы снять охранную команду и стал на якорь в бухте Песчаная. Встреча «Абрека» оказалась неожиданной для Ф. П. Энегельма — к клиперу двинулись два вельбота с вооружёнными людьми. Когда начальник охранной команды поручик Бегичев (5-й Восточно-Сибирский линейный батальон) поднялся на борт, то пояснил Ф. П. Энегельму, что «Абрек» был принят за нанятое браконьером Хо вооружённое судно, так как тот обещал вернуться и отомстить за арестованную в 1883 году свою шхуну «Отоми». 15 сентября охранные караулы были сняты и приняты на борт — Бегичев с семьёй (4 человека), фельдшер и 10 солдат. В этот же день «Абрек» пошёл в бухту Корейскую, где сняли 5 солдат. 16 сентября из селения Глинка сняли 9 караульных. К вечеру разыгрался шторм. В течение последующих нескольких дней Ф. П. Энгельм делал попытки подойти к острову Беринга, но бушующая погода не позволила сделать этого. Поэтому он принял решение оставить там караульный пост, так как он был обеспечен всем необходимым на долгое время, а его снятие в такую погоду подвергало риску и вверенный ему корабль и приданную ему команду. Тем самым на Северном лежбище четверо солдат: Марко Юдин, Яков Кобызов из 1-го батальона, Андрей Грязнов и Михей Зырянов из 4-го батальона. 20 сентября «Абрек» пришёл в Петропавловский Порт. Здесь, помимо парохода «Александр», находился пароход «Сан-Пауло» под американским флагом, пришедший из Сан-Франциско. 21 сентября погода особенно бушевала. 26 числа ветер дошёл до ураганной силы и срезало оба якоря. Чёткие и слаженные действия вахты не позволили случиться крушению. На следующий день «Абрек» пошёл к острову Тюлений. 2 октября открылся мыс Терпения. 4 октября налетел сильный шквалистый ветер, «выгибавший стеньги и реи дугой», команда едва поспела убрать паруса, но всё же фор-стеньга-стаксель была изорвана и скривлена фор-стеньга. 5 октября была проведена глазомерная съёмка юго-восточного побережья от мыса Терпения до бухты, которой офицеры корабля дали название — Низменная. Днём был перетянут фор-тень-такелаж. На следующий день клипер подошёл к острову Тюлений, где были обнаружены две шхуны под германским и американским флагами, предположительно браконьерские. Сильное волнение моря и ветер не позволили высадить досмотровую команду и обе шхуны ушли в туман. 7 октября на борт клипера поднялся начальник караула острова Тюлений лейтенант Шамов. 8 и 9 октября «Абрек» занимался снятием постов. Также на клипер было доставлено конфискованное оружие (17 единиц) и другие вещи, почти 5,5 тонны, а также 2 вельбота, найденных караулом на берегу. Вечером 10 октября «Абреку» пришлось отойти от берега из-за поднявшегося свежего ветра. С 11 по 15 октября клипер пережидал непогоду, и 16 числа вновь подошёл к острову для завершения погрузки имущества. 18 октября пройдя пролив Лаперуза, клипер вышел в Японское море курсом на Владивосток. 21 октября был спасён китаец, который в одиночку вышел на вёсельной лодке добывать морскую капусту и был отнесён в открытое море. 24 октября спасённый китаец был высажен в бухте Святой Ольги. Здесь же было принято 631 м³ заготовленных дров, так как уголь был на исходе. На следующий день «Абрек» отправился далее и ночью на 4 ноября пришёл во Владивосток. За 73 дня похода «Абрек» прошёл около 5100 морских миль, в том числе почти 3100 миль под парами.
27 января 1885 года приказом № 11 лейтенант В. Ф. Брандт, временно исполнявший обязанности старшего офицера клипера, утверждён в должности с производством в капитан-лейтенанты. 4 марта 1885 года приказом № 24 капитану 2-го ранга Ф. П. Энегельму была объявлена благодарность «за сохранение здоровья экипажа в плавании поздней осенью 1884 года в Охотском море». 14 апреля клипер отправился в научную экспедицию в Охотское и Шантарское моря, но в качестве основой цели, была поставлена задача — борьба с незаконным выловом китов и тюленей. В ходе крейсерства было проведено картографирование Тихоокеанского побережья материковой части и устья Амура, у Шантарских островов проведены гидрографические исследования. В частности, был подробно изучен остров Феклистова и губа Лебяжья. Две его бухты были названы в честь вахтенных офицеров клипера — лейтенанта С. С. Россета и лейтенанта А. Я. Соболева, как и ручей впадающий в неё. Тихая гавань, где корабли могли спокойно оставаться на якоре, получила название в честь командира клипера — рейд Энегельма. Вновь открытый малый остров вблизи острова Феклистова был описан и назван в честь лейтенанта И. В. Сухотина. У острова Малый Шантар открыта и обследована бухта — моряки назвали её в честь своего корабля, мелкий ключ впадающий в неё также получил название в честь клипера. Юго-западный мыс этой бухты получил название Энегельма. Также на картах появился мыс Гайковского. К концу лета клипер вернулся во Владивосток. 1 сентября 1885 года приказом № 244 командир клипера «Абрек» капитан 2-го ранга Ф. П. Энегельм был назначен на должность командира Сибирского флотского экипажа, а клипер принял капитан 1-го ранга Н. М. Вишняков. 31 октября клипер стал на зимовку во Владивостоке.
В 1886 году клипер «Абрек», судно «Клипер», канонерские лодки «Горностай» и «Нерпа» были назначены проводить морской надзор, охранять котиковые и рыбные промыслы. В это время контр-адмирал Д. В. Фельдгаузен несколько раз подымал свой брейд-вымпел на корабле. В июне «Абрек» временно прикомандировали к эскадре контр-адмирала А. А. Корнилова. 17 июня участвовал в практических стрельбах. 22 июня ушёл в залив Посьета встретить и перевезти во Владивосток генерал-губернатора Приамурья барона А. Н. Корфа. Посетив остров Речной, на следующий день «Абрек» вернулся во Владивосток. 1 июля с японским генерал-лейтенантом Куради отправился в Де-Кастри, который оттуда поехал в Санкт-Петербург. Обратным рейсом, в сопровождении канонерской лодки «Морж», доставил 17 июля во Владивосток управляющего Морским министерством И. А. Шестакова. С 20 по 25 июля «Абрек» в составе сводного отряда кораблей Российской империи (от Эскадры Тихого океана — броненосный крейсер «Владимир Мономах», клиперы «Джигит» и «Вестник»; от Сибирской военной флотилии — клипер «Абрек», канонерские лодки «Сивуч» и «Нерпа», вооружённый пароход «Амур»; от Добровольного флота — «Ярославль» и «Владивосток») встречал в бухте Золотой Рог с дружественным визитом отряд бэйянских кораблей под начальством командующего флотом адмирала Дин Жучана («Динъюань», «Чин-Иен», «Цзиюань», «Чаоюн», «Янвэй», «Вэйюань»).
21 января 1889 года приказом № 4 клипер «Абрек» был разоружён и сдан к Владивостокскому порту на хранение. Исключён из списков судов Сибирской флотилии приказом № 72 от 3 мая 1892 года из-за непригодности к дальнейшей службе. Его переоборудовали в блокшив и поставили в Золотом Роге.
К осени 1905 года блокшив «Абрек» был переоборудован в судно-отопитель дивизиона подводных лодок. В этом качестве он прослужил около года и 2 сентября 1906 года продан на слом (на дрова). Полностью разобран к марту 1908 года.

## Командный состав

### Командиры
- 27.07.1859—18.01.1860 капитан-лейтенант Мусин-Пушкин
- 18.01.1860—21.06.1865 капитан-лейтенант (с 01.01.1862 капитан 2-го ранга, с 01.01.1864 капитан 1-го ранга) Пилкин, Константин Павлович
- 21.06.1865—01.01.1870 капитан-лейтенант Назимов, Павел Николаевич
- 01.01.1870—01.01.1871 капитан-лейтенант Лазарев, Михаил Михайлович
- 01.01.1871—25.01.1871 капитан-лейтенант  Римский-Корсаков, Павел Михайлович
- 25.01.1871—15.03.1871 капитан-лейтенант Повалишин, Фёдор Фёдорович
- 15.03.1871—??.??.1874 капитан-лейтенант Шанц, Фридрих Севастьянович
- ??.??.1874—??.11.1877 капитан-лейтенант фон Шварц
- ??.11.1877—??.??.187? капитан-лейтенант Лавров, Василий Михайлович
- ??.??.187?—??.10.1879 капитан 2-го ранга Шанц, Фридрих Севастьянович
- ??.10.1879—??.??.1880 капитан-лейтенант (капитан 2-го ранга) Лавров, Василий Михайлович
- ??.??.1880—??.??.1880 капитан 2-го ранга Шанц, Фридрих Севастьянович
- ??.??.1880—01.09.1885 капитан-лейтенант (с 1881 года капитан 2-го ранга) Энегельм, Фёдор Петрович
- 01.09.1885—??.??.1889 капитан 2-го ранга В. М. Лавров

### Старшие офицеры
- 28.03.1860—17.08.1860 лейтенант Герман Шульц 3-й
- 17.08.1860[85]—??.??.1862 лейтенант В. И. Попов 6-й
- ??.??.1862—??.??.186? лейтенант Ф. А. Геркен
- ??.??.1864—??.??.1865 лейтенант Николай Седлецкий
- ??.??.187?—??.??.1874 лейтенант Николай Валицкий
- 17.10.1876—??.01.1879 лейтенант А. Р. Бойль
- 13.04.1879—31.12.1881 лейтенант Н. Р. Греве
- ??.??.1881—??.??.18?? лейтенант В. Ф. фон Брандт
- 01.01.1882—??.??.1884 капитан-лейтенант И. И. Подъяпольский
- 09.11.1884—27.01.1885 лейтенант В. Ф. Брандт (врио)
- 27.01.1885—??.??.1886 капитан-лейтенант В. Ф. Брандт

### Ревизоры
- ??.??.1860—??.??.186? лейтенант Теше
- ??.??.1862—??.??.186? лейтенант Александр Лунд
- ??.??.1864—??.??.1865 мичман В. В. Вахтин
- ??.??.18??—1881—??.??.18?? мичман И. А. Арфин
- 12.02.1985—21.09.1887 лейтенант М. П. Васильев

### Вахтенная служба
- 15.10.1860—01.08.1862 мичман Ф. К. Авелан
- ??.??.1860—??.??.1862 мичман С. П. Тыртов
- ??.??.1860—??.??.1865 мичман, с 1864 лейтенант И. А. Зеленой
- ??.??.1860—??.??.1865 мичман, с 1864 лейтенант Николай Повалишин
- ??.??.1862—??.??.1862 мичман М. П. Верховский
- ??.??.1862—??.??.186? гардемарин, с 1863 года мичман Николай Быков
- ??.??.1863—??.??.1863 мичман А. К. Деливрон
- ??.??.1863—??.??.1863 мичман М. П. Верховский
- ??.??.1863—??.??.1863 мичман А. А. Балк 1-й (врио)
- ??.??.1863—??.??.186? лейтенант Алексей Балк
- ??.??.1863—??.??.1865 мичман А. П. Леман
- ??.??.186?—1865—??.??.18?? мичман Г. К. Изенбек
- ??.??.186?—1865—??.??.18?? мичман Сергей Истомин
- ??.??.1878—??.??.1881 мичман, с 01.01.1879 лейтенант П. С. Павловский
- ??.??.1872—??.??.1872 мичман И. М. Зацарённый
- ??.??.18??—1881—??.??.18?? мичман Н. Ф. Юрьев
- ??.??.1882—??.??.1882 мичман С. С. Россет
- ??.??.1882—??.??.1882 мичман А. П. Дружинин
- 13.05.1882—24.11.1882 мичман М. П. Васильев
- 12.09.1884—10.11.1884 лейтенант М. П. Васильев
- 15.08.1884—22.02.1885 мичман В. П. Ромашко
- ??.??.1884—??.??.1885 лейтенант С. С. Россет
- ??.??.188?—1885—??.??.18?? лейтенант И. В. Сухотин
- ??.??.188?—1885—??.??.18?? мичман Гайковский
- ??.??.1885—??.??.1886 лейтенант А. Я. Соболев

### Корпус флотских штурманов
- ??.??.1860—1862—??.??.186? старший штурман прапорщик В. Д. Салтанов
- ??.??.1860—??.??.1861 младший штурман кондуктор В. Н. Дуркин 1-й
- ??.??.1863—??.??.1864 младший штурман кондуктор Т. Т. Будрин
- ??.??.1864—??.??.186? старший штурман прапорщик Т. Т. Будрин
- ??.??.1876—??.??.1877 старший штурман В. А. Панов

### Корпус инженер-механиков флота
- ??.??.1860—??.??.1860 старший механик прапорщик Николай Стронский
- ??.??.1860—??.??.1861 старший механик прапорщик Самойлов (врио)
- ??.??.1861—??.??.1865 старший механик прапорщик Николай Стронский
- ??.??.1862—??.??.1863 младший механик унтер-офицер 1-го класса Иван Рабковский
- ??.??.186?—1865—??.??.18?? младший механик Александр Фёдоров
- ??.??.186?—1865—??.??.18?? механик Илья Морозов

### Корпус морской артиллерии
- ??.??.186?—1862—??.??.18?? унтер-офицер 1-го класса Лаврентий Телицин
- ??.??.186?—1865—??.??.18?? кондуктор Лаврентий Телицин
- ??.??.1885—??.??.1886 прапорщик Ф. А. Берсенев

### Другие должности
- ??.??.1860—1865—??.??.186? судовой врач Ф. К. Гольбек
- 30.03.1886—08.02.1887 А. С. Шамов
- ??.??.18??—??.??.18?? князь С. П. Ухтомский
- ??.??.1860—??.??.186? гардемарин К. И. Самсыгин
- ??.??.1860—??.??.186? гардемарин Василий Бошняк
- ??.??.1860—??.??.186? гардемарин И. Извесков
- 18.10.1860—27.08.1862 гардемарин В. Н. Гембачев[86]
- ??.??.186?—??.??.1862 кондуктор Гертнер
- ??.??.1863—??.??.186? гардемарин Константин Самстыгин
- ??.??.187?—02.02.1880 унтер-офицер Александр Васильевич Антонов

Проходили морскую практику (обучение)
- ??.??.1860—??.??.186? юнкер флота В. Цветков
- ??.07.1863—??.12.1863 юнкер флота С. О. Макаров
- ??.??.1863—??.??.186? юнкер флота Фридрих Энквист
- ??.??.1871—??.??.1871 гардемарин В. М. Зацарённый

- Атлантический океан
  - 10.01.1861 упал с русленей в воду и утонул матрос Виктор Локшин
- Рио-де-Жанейро
  - 29.01.1861 утонул после опрокидывания лодки матрос Добрин
- Хакодате
  - 22.06.1862 умер матрос Юганов
- Сан-Франциско[87]
  - 24.10.1863 умер матрос Салюкас, он был зачислен в команду с разбившегося корвета «Новик» (1 из 19 нижних чинов). 21.10.1863 из-за болезни был оставлен в лазарете на берегу. Его похоронили 26.10.1863 в 10 часов на кладбище на берегу.
  - 04.12.1863 умер от туберкулёза матрос Добрынин (Дабравин).
  - 15.03.1864 умер от чахотки не названный матрос из команды клипера «Гайдамак», его перевели для отбытия в госпиталь в Ново-Архангельск.
  - 16.03.1864 умер не названный матрос, в этот же день в 10 часов его предали морю.
- Нагасаки
  - 08.11.1864 умер барабанщик Александр Журавлёв.
- Иокогама
  - 02.02.1880 умер унтер-офицер Александр Васильевич Антонов

## Память
- Абрек — гора Сихотэ-Алиньской гряды, названа в 1874 году в ходе топографической экспедиции Иркутского отдела Генерального штаба.
- Абрек — бухта (Охотское море, Шантарские острова), открыта и обследована в ходе экспедиции 1885 года, тогда же названа командой клипера «Абрек» в честь своего корабля[88].
- Абрек — бухта (Японское море, залив Петра Великого, залив Стрелок), открыта и обследована экипажем клипера «Стрелок» в 1859 году, названа в честь клипера «Абрек» не позднее 1863 года[88].
- Абрек — мыс (Японское море, залив Петра Великого), входной мыс в бухту Абрек, назван не позже 1899 года по названию бухты, в честь клипера «Абрек»[88].
- Абрекская — улица во Владивостоке.

В изобразительном искусстве
- «Клипер „Абрек“» — картина художника В. И. Шиляева, 2003 г., М., орг, 100 × 150.
- «„Абрек“ на Балтике» — картина художника Алексеева, хранится в ЦВММ
- «„Абрек“ на Дальнем Востоке» — картина художника Блинова, хранится в ЦВММ

### Книги
- Обзор заграничных плаваний судов русского военного флота в 1850-1868 годах / Сгибнев А. С.. — СПб.: Типография Морского Ведомства в Главном Адмиралтействе, 1871. — Т. I. — 702 с.
- Обзор заграничных плаваний судов русского военного флота в 1850-1868 годах. — СПб.: Типография Морского Ведомства в Главном Адмиралтействе, 1871. — Т. II. — 752 с.
- Алексеев А. И. Освоение русскими людьми Дальнего Востока и Русской Америки до конца XIX века (монография). — М.: Академия наук СССР, Институт истории СССР., 1982. — 288 с.
- Галкин-Враской М. Н. Поездка в Сибирь и на остров Сахалин в 1881—1882 гг. Из путевого дневника М. Н. Галкина-Враского. — СПб.: тип. т-ва «Общественная польза», 1901. — 50 с.
- Груздев А. И. Береговая черта: имя на карте. Морской топонимический словарь Приморского края. — Владивосток: Дальнаука, 1996. — 244 с.
- Крестовский В. В. В дальних водах и странах. — М.: Директ-Медиа, 2014. — Т. Том II. — ISBN 978-5-4475-1742-7.
- Крестьянинов В. Я. Крейсера Российского Императорского флота. 1856—1917 годы. — СПб.: Галея Принт, 2009. — 292 с. — 500 экз. — ISBN 978-5-81720-128-4.
- Латышев В., Дударец Г. Государственный канцлер А. М. Горчаков и решение сахалинского вопроса / научный редактор Т. П. Роон. — Южно-Сахалинск: ГБУК «Сахалинский областной краеведческий музей», 2015. — 520 с. — ISBN 978-1-329-12964-1.
- Степанов А. И. Русский берег. Морской топонимический справочник. — Владивосток: Дальневосточное книжное издательство, 1976. — 190 с.
- Хисамутдинов А. А. Русская Япония. — М.: Вече, 2010. — 400 с. — (Русские за границей). — ISBN 978-5-9533-4918-5.
- Широкорад А. Б. Энциклопедия отечественной артиллерии / Под общ. ред. Тараса А. Е.. — Минск: Харвест, 2000. — 1188 с. — (Библиотека военной истории). — 11 000 экз. — ISBN 985-433-703-0.
- Широкорад А. Б. Россия — Англия: неизвестная война, 1857–1907. — М.: ООО «Издательство ACT», 2003. — 512 с. — (Военно-историческая библиотека). — 5000 экз. — ISBN 5–17–017796–8.
- Широкорад А. Б. 200 лет парусного флота России / Под ред. А. Б. Васильева. — 2-е изд. — М.: Вече, 2007. — 448 с. — ISBN 978-5-9533-1517-3.
- Eduard Sozaev, John Tredrea. Russian Warships in the Age of Sail 1696-1860: Design, Construction, Careers and Fates. — Barnsley: Seaforth Publishing, 2010. — 400 с. — ISBN 978-1-848-3205-81.
- Коллектив авторов. Шантарские острова. Географическая энциклопедия. — Москва: Русское географическое общество, ИД «Комсомольская правда», 2019. — 164 с. — ISBN 978-5-4470-0339-5.

### Статьи
- // «Владивосток» : Газета. — Владивосток, 1886. — 25 июля.
- Абрамов М., Кожевников М. К берегам Северной Америки. (К 125-летию экспедиции русского флота) (рус.) // Морской сборник : Журнал. — СПб., 1989. — № 3. — С. 18—23.
- Ликин Ю. А. Одиссеи клипера «Гайдамак» (рус.) // Гангут : Журнал. — СПб.: Гангут, 2009. — № 51. — С. 59—78.
- Ликин Ю. А. Океанские вояжи клипера «Абрек» (рус.) // Гангут : Журнал. — СПб., 2011. — Вып. 64. — С. 74—85.
- Ликин Ю. А. Винтовой клипер «Гайдамак» (рус.) // Морская Кампания : Журнал. — «ВЭРО Пресс», 2017. — № 10.
- Ликин Ю., Логинов А. Винтовые клипера «Абрек» и «Всадник» (рус.) // Морская Кампания : Журнал. — М., 2016. — Вып. 55, № 3. — С. 2—38.
- Мельников Р. М. Развитие класса крейсеров (рус.) // Судостроение : Журнал. — СПб., 1971. — № 1. — С. 52—58.
- Малышев Л. А. Часть 3. Морская лейб-гвардия в эпоху парового флота (рус.) // Морская лейб-гвардия России (1690-1918 гг.) : монография. — Санкт-Петербург, 2015.
- Панин А. Н. Арсеньев Дмитрий Сергеевич (рус.) // Председатель ИППО Сергей Степашин Императорское Православное палестинское общество : сайт. — М.: Центр ИППО в Москве, 2013. — 3 октября.
- Сергеев М. На борту «Абрека» (рус.) // ФГБУ «Сихотэ-Алинский государственный заповедник» : сайт. — Терней, 2012. Архивировано 22 ноября 2018 года.
- Соболев В. С. Андреевский флаг на рейде Сан-Франциско (рус.) // Гангут : Журнал. — СПб., 2002. — Вып. 31. — С. 96—100.
- Соломонов Б. Последний поход корвета или жертва неначавшейся войны (рус.) // Флотомастер : Журнал. — 1997. — № 2.